# فهرست سیارک‌ها (۱۴۲۰۰۱–۱۴۳۰۰۱)
فهرست سیارک‌ها (۱۴۲۰۰۱ - ۱۴۳۰۰۱) فهرست سیارک‌ها از ۱۴۲۰۰۱ تا ۱۴۳۰۰۱ است.
| نام    | نام انگلیسی | تاریخ کشف       |
| ------ | ----------- | --------------- |
| ۱۴۲۰۰۱ | 2002 PW159  | ۸ اوت ۲۰۰۲      |
| ۱۴۲۰۰۲ | 2002 PM160  | ۸ اوت ۲۰۰۲      |
| ۱۴۲۰۰۳ | 2002 PP160  | ۸ اوت ۲۰۰۲      |
| ۱۴۲۰۰۴ | 2002 PE161  | ۸ اوت ۲۰۰۲      |
| ۱۴۲۰۰۵ | 2002 PS161  | ۸ اوت ۲۰۰۲      |
| ۱۴۲۰۰۶ | 2002 PG162  | ۸ اوت ۲۰۰۲      |
| ۱۴۲۰۰۷ | 2002 PJ162  | ۸ اوت ۲۰۰۲      |
| ۱۴۲۰۰۸ | 2002 PT162  | ۸ اوت ۲۰۰۲      |
| ۱۴۲۰۰۹ | 2002 PS163  | ۸ اوت ۲۰۰۲      |
| ۱۴۲۰۱۰ | 2002 PX163  | ۸ اوت ۲۰۰۲      |
| ۱۴۲۰۱۱ | 2002 PW164  | ۹ اوت ۲۰۰۲      |
| ۱۴۲۰۱۲ | 2002 PF165  | ۸ اوت ۲۰۰۲      |
| ۱۴۲۰۱۳ | 2002 PC167  | ۸ اوت ۲۰۰۲      |
| ۱۴۲۰۱۴ | Neirinck    | ۸ اوت ۲۰۰۲      |
| ۱۴۲۰۱۵ | 2002 PW169  | ۱۱ اوت ۲۰۰۲     |
| ۱۴۲۰۱۶ | 2002 PD172  | ۸ اوت ۲۰۰۲      |
| ۱۴۲۰۱۷ | 2002 PB173  | ۷ اوت ۲۰۰۲      |
| ۱۴۲۰۱۸ | 2002 PK173  | ۸ اوت ۲۰۰۲      |
| ۱۴۲۰۱۹ | 2002 PG174  | ۸ اوت ۲۰۰۲      |
| ۱۴۲۰۲۰ | 2002 PH178  | ۱۵ اوت ۲۰۰۲     |
| ۱۴۲۰۲۱ | 2002 QB1    | ۱۶ اوت ۲۰۰۲     |
| ۱۴۲۰۲۲ | 2002 QE1    | ۱۶ اوت ۲۰۰۲     |
| ۱۴۲۰۲۳ | 2002 QY2    | ۱۶ اوت ۲۰۰۲     |
| ۱۴۲۰۲۴ | 2002 QO3    | ۱۶ اوت ۲۰۰۲     |
| ۱۴۲۰۲۵ | 2002 QR4    | ۱۶ اوت ۲۰۰۲     |
| ۱۴۲۰۲۶ | 2002 QY4    | ۱۶ اوت ۲۰۰۲     |
| ۱۴۲۰۲۷ | 2002 QM5    | ۱۶ اوت ۲۰۰۲     |
| ۱۴۲۰۲۸ | 2002 QU5    | ۱۷ اوت ۲۰۰۲     |
| ۱۴۲۰۲۹ | 2002 QE6    | ۱۷ اوت ۲۰۰۲     |
| ۱۴۲۰۳۰ | 2002 QG6    | ۱۷ اوت ۲۰۰۲     |
| ۱۴۲۰۳۱ | 2002 QR6    | ۲۰ اوت ۲۰۰۲     |
| ۱۴۲۰۳۲ | 2002 QN7    | ۱۶ اوت ۲۰۰۲     |
| ۱۴۲۰۳۳ | 2002 QY7    | ۱۹ اوت ۲۰۰۲     |
| ۱۴۲۰۳۴ | 2002 QJ8    | ۱۹ اوت ۲۰۰۲     |
| ۱۴۲۰۳۵ | 2002 QT9    | ۲۰ اوت ۲۰۰۲     |
| ۱۴۲۰۳۶ | 2002 QH11   | ۲۶ اوت ۲۰۰۲     |
| ۱۴۲۰۳۷ | 2002 QJ13   | ۲۶ اوت ۲۰۰۲     |
| ۱۴۲۰۳۸ | 2002 QS13   | ۲۶ اوت ۲۰۰۲     |
| ۱۴۲۰۳۹ | 2002 QX13   | ۲۶ اوت ۲۰۰۲     |
| ۱۴۲۰۴۰ | 2002 QE15   | ۲۶ اوت ۲۰۰۲     |
| ۱۴۲۰۴۱ | 2002 QR15   | ۲۱ اوت ۲۰۰۲     |
| ۱۴۲۰۴۲ | 2002 QS15   | ۲۱ اوت ۲۰۰۲     |
| ۱۴۲۰۴۳ | 2002 QX15   | ۲۷ اوت ۲۰۰۲     |
| ۱۴۲۰۴۴ | 2002 QZ15   | ۲۷ اوت ۲۰۰۲     |
| ۱۴۲۰۴۵ | 2002 QD16   | ۲۶ اوت ۲۰۰۲     |
| ۱۴۲۰۴۶ | 2002 QK16   | ۲۶ اوت ۲۰۰۲     |
| ۱۴۲۰۴۷ | 2002 QK18   | ۲۸ اوت ۲۰۰۲     |
| ۱۴۲۰۴۸ | 2002 QU18   | ۲۶ اوت ۲۰۰۲     |
| ۱۴۲۰۴۹ | 2002 QK20   | ۲۸ اوت ۲۰۰۲     |
| ۱۴۲۰۵۰ | 2002 QP20   | ۲۸ اوت ۲۰۰۲     |
| ۱۴۲۰۵۱ | 2002 QQ20   | ۲۸ اوت ۲۰۰۲     |
| ۱۴۲۰۵۲ | 2002 QS20   | ۲۸ اوت ۲۰۰۲     |
| ۱۴۲۰۵۳ | 2002 QL21   | ۲۸ اوت ۲۰۰۲     |
| ۱۴۲۰۵۴ | 2002 QB22   | ۲۷ اوت ۲۰۰۲     |
| ۱۴۲۰۵۵ | 2002 QP23   | ۲۸ اوت ۲۰۰۲     |
| ۱۴۲۰۵۶ | 2002 QA24   | ۲۸ اوت ۲۰۰۲     |
| ۱۴۲۰۵۷ | 2002 QZ25   | ۲۹ اوت ۲۰۰۲     |
| ۱۴۲۰۵۸ | 2002 QM27   | ۲۸ اوت ۲۰۰۲     |
| ۱۴۲۰۵۹ | 2002 QH29   | ۲۹ اوت ۲۰۰۲     |
| ۱۴۲۰۶۰ | 2002 QH30   | ۲۹ اوت ۲۰۰۲     |
| ۱۴۲۰۶۱ | 2002 QP31   | ۲۹ اوت ۲۰۰۲     |
| ۱۴۲۰۶۲ | 2002 QR32   | ۲۹ اوت ۲۰۰۲     |
| ۱۴۲۰۶۳ | 2002 QS32   | ۲۹ اوت ۲۰۰۲     |
| ۱۴۲۰۶۴ | 2002 QY32   | ۲۹ اوت ۲۰۰۲     |
| ۱۴۲۰۶۵ | 2002 QL33   | ۲۹ اوت ۲۰۰۲     |
| ۱۴۲۰۶۶ | 2002 QC35   | ۲۹ اوت ۲۰۰۲     |
| ۱۴۲۰۶۷ | 2002 QV35   | ۲۹ اوت ۲۰۰۲     |
| ۱۴۲۰۶۸ | 2002 QA36   | ۲۹ اوت ۲۰۰۲     |
| ۱۴۲۰۶۹ | 2002 QH36   | ۳۰ اوت ۲۰۰۲     |
| ۱۴۲۰۷۰ | 2002 QO36   | ۲۸ اوت ۲۰۰۲     |
| ۱۴۲۰۷۱ | 2002 QX36   | ۳۰ اوت ۲۰۰۲     |
| ۱۴۲۰۷۲ | 2002 QF39   | ۳۰ اوت ۲۰۰۲     |
| ۱۴۲۰۷۳ | 2002 QQ41   | ۲۹ اوت ۲۰۰۲     |
| ۱۴۲۰۷۴ | 2002 QW41   | ۲۹ اوت ۲۰۰۲     |
| ۱۴۲۰۷۵ | 2002 QK42   | ۳۰ اوت ۲۰۰۲     |
| ۱۴۲۰۷۶ | 2002 QQ42   | ۳۰ اوت ۲۰۰۲     |
| ۱۴۲۰۷۷ | 2002 QB43   | ۳۰ اوت ۲۰۰۲     |
| ۱۴۲۰۷۸ | 2002 QZ43   | ۳۰ اوت ۲۰۰۲     |
| ۱۴۲۰۷۹ | 2002 QB44   | ۳۰ اوت ۲۰۰۲     |
| ۱۴۲۰۸۰ | 2002 QT44   | ۳۰ اوت ۲۰۰۲     |
| ۱۴۲۰۸۱ | 2002 QD46   | ۲۹ اوت ۲۰۰۲     |
| ۱۴۲۰۸۲ | 2002 QQ46   | ۳۱ اوت ۲۰۰۲     |
| ۱۴۲۰۸۳ | 2002 QK47   | ۳۰ اوت ۲۰۰۲     |
| ۱۴۲۰۸۴ | Jamesdaniel | ۲۹ اوت ۲۰۰۲     |
| ۱۴۲۰۸۵ | 2002 QB48   | ۲۹ اوت ۲۰۰۲     |
| ۱۴۲۰۸۶ | 2002 QK50   | ۱۶ اوت ۲۰۰۲     |
| ۱۴۲۰۸۷ | 2002 QM50   | ۱۶ اوت ۲۰۰۲     |
| ۱۴۲۰۸۸ | 2002 QN50   | ۳۰ اوت ۲۰۰۲     |
| ۱۴۲۰۸۹ | 2002 QE52   | ۲۹ اوت ۲۰۰۲     |
| ۱۴۲۰۹۰ | 2002 QL52   | ۲۹ اوت ۲۰۰۲     |
| ۱۴۲۰۹۱ | 2002 QW52   | ۲۹ اوت ۲۰۰۲     |
| ۱۴۲۰۹۲ | 2002 QT53   | ۲۹ اوت ۲۰۰۲     |
| ۱۴۲۰۹۳ | 2002 QM54   | ۲۹ اوت ۲۰۰۲     |
| ۱۴۲۰۹۴ | 2002 QR55   | ۲۹ اوت ۲۰۰۲     |
| ۱۴۲۰۹۵ | 2002 QR58   | ۱۸ اوت ۲۰۰۲     |
| ۱۴۲۰۹۶ | 2002 QR59   | ۲۶ اوت ۲۰۰۲     |
| ۱۴۲۰۹۷ | 2002 QG62   | ۲۹ اوت ۲۰۰۲     |
| ۱۴۲۰۹۸ | 2002 QU63   | ۱۷ اوت ۲۰۰۲     |
| ۱۴۲۰۹۹ | 2002 QO64   | ۳۰ اوت ۲۰۰۲     |
| ۱۴۲۱۰۰ | 2002 QE66   | ۲۹ اوت ۲۰۰۲     |
| ۱۴۲۱۰۱ | 2002 QJ68   | ۱۸ اوت ۲۰۰۲     |
| ۱۴۲۱۰۲ | 2002 QP69   | ۱۸ اوت ۲۰۰۲     |
| ۱۴۲۱۰۳ | 2002 QV74   | ۱۸ اوت ۲۰۰۲     |
| ۱۴۲۱۰۴ | 2002 QM78   | ۳۰ اوت ۲۰۰۲     |
| ۱۴۲۱۰۵ | 2002 QX83   | ۱۹ اوت ۲۰۰۲     |
| ۱۴۲۱۰۶ | Nengshun    | ۳۰ اوت ۲۰۰۲     |
| ۱۴۲۱۰۷ | 2002 QG86   | ۱۷ اوت ۲۰۰۲     |
| ۱۴۲۱۰۸ | 2002 QJ86   | ۱۷ اوت ۲۰۰۲     |
| ۱۴۲۱۰۹ | 2002 QD92   | ۱۸ اوت ۲۰۰۲     |
| ۱۴۲۱۰۹ | 2002 RO     | ۲ سپتامبر ۲۰۰۲  |
| ۱۴۲۱۱۱ | 2002 RU1    | ۴ سپتامبر ۲۰۰۲  |
| ۱۴۲۱۱۲ | 2002 RS2    | ۴ سپتامبر ۲۰۰۲  |
| ۱۴۲۱۱۳ | 2002 RS3    | ۱ سپتامبر ۲۰۰۲  |
| ۱۴۲۱۱۴ | 2002 RA4    | ۲ سپتامبر ۲۰۰۲  |
| ۱۴۲۱۱۵ | 2002 RC5    | ۳ سپتامبر ۲۰۰۲  |
| ۱۴۲۱۱۶ | 2002 RE5    | ۳ سپتامبر ۲۰۰۲  |
| ۱۴۲۱۱۷ | 2002 RY5    | ۱ سپتامبر ۲۰۰۲  |
| ۱۴۲۱۱۸ | 2002 RE6    | ۱ سپتامبر ۲۰۰۲  |
| ۱۴۲۱۱۹ | 2002 RD7    | ۲ سپتامبر ۲۰۰۲  |
| ۱۴۲۱۲۰ | 2002 RM7    | ۳ سپتامبر ۲۰۰۲  |
| ۱۴۲۱۲۱ | 2002 RD8    | ۳ سپتامبر ۲۰۰۲  |
| ۱۴۲۱۲۲ | 2002 RG8    | ۳ سپتامبر ۲۰۰۲  |
| ۱۴۲۱۲۳ | 2002 RA9    | ۴ سپتامبر ۲۰۰۲  |
| ۱۴۲۱۲۴ | 2002 RP9    | ۴ سپتامبر ۲۰۰۲  |
| ۱۴۲۱۲۵ | 2002 RR9    | ۴ سپتامبر ۲۰۰۲  |
| ۱۴۲۱۲۶ | 2002 RT9    | ۴ سپتامبر ۲۰۰۲  |
| ۱۴۲۱۲۷ | 2002 RY9    | ۴ سپتامبر ۲۰۰۲  |
| ۱۴۲۱۲۸ | 2002 RE10   | ۴ سپتامبر ۲۰۰۲  |
| ۱۴۲۱۲۹ | 2002 RD11   | ۴ سپتامبر ۲۰۰۲  |
| ۱۴۲۱۳۰ | 2002 RU11   | ۴ سپتامبر ۲۰۰۲  |
| ۱۴۲۱۳۱ | 2002 RV11   | ۴ سپتامبر ۲۰۰۲  |
| ۱۴۲۱۳۲ | 2002 RW13   | ۴ سپتامبر ۲۰۰۲  |
| ۱۴۲۱۳۳ | 2002 RY13   | ۴ سپتامبر ۲۰۰۲  |
| ۱۴۲۱۳۴ | 2002 RH14   | ۴ سپتامبر ۲۰۰۲  |
| ۱۴۲۱۳۵ | 2002 RY14   | ۴ سپتامبر ۲۰۰۲  |
| ۱۴۲۱۳۶ | 2002 RZ14   | ۴ سپتامبر ۲۰۰۲  |
| ۱۴۲۱۳۷ | 2002 RN15   | ۴ سپتامبر ۲۰۰۲  |
| ۱۴۲۱۳۸ | 2002 RQ16   | ۴ سپتامبر ۲۰۰۲  |
| ۱۴۲۱۳۹ | 2002 RR16   | ۴ سپتامبر ۲۰۰۲  |
| ۱۴۲۱۴۰ | 2002 RA17   | ۴ سپتامبر ۲۰۰۲  |
| ۱۴۲۱۴۱ | 2002 RT17   | ۴ سپتامبر ۲۰۰۲  |
| ۱۴۲۱۴۲ | 2002 RW17   | ۴ سپتامبر ۲۰۰۲  |
| ۱۴۲۱۴۳ | 2002 RM18   | ۴ سپتامبر ۲۰۰۲  |
| ۱۴۲۱۴۴ | 2002 RX18   | ۴ سپتامبر ۲۰۰۲  |
| ۱۴۲۱۴۵ | 2002 RD19   | ۴ سپتامبر ۲۰۰۲  |
| ۱۴۲۱۴۶ | 2002 RZ19   | ۴ سپتامبر ۲۰۰۲  |
| ۱۴۲۱۴۷ | 2002 RR20   | ۴ سپتامبر ۲۰۰۲  |
| ۱۴۲۱۴۸ | 2002 RD21   | ۴ سپتامبر ۲۰۰۲  |
| ۱۴۲۱۴۹ | 2002 RR21   | ۴ سپتامبر ۲۰۰۲  |
| ۱۴۲۱۵۰ | 2002 RT21   | ۴ سپتامبر ۲۰۰۲  |
| ۱۴۲۱۵۱ | 2002 RN24   | ۴ سپتامبر ۲۰۰۲  |
| ۱۴۲۱۵۲ | 2002 RO24   | ۴ سپتامبر ۲۰۰۲  |
| ۱۴۲۱۵۳ | 2002 RS24   | ۴ سپتامبر ۲۰۰۲  |
| ۱۴۲۱۵۴ | 2002 RM28   | ۵ سپتامبر ۲۰۰۲  |
| ۱۴۲۱۵۵ | 2002 RT28   | ۶ سپتامبر ۲۰۰۲  |
| ۱۴۲۱۵۶ | 2002 RX29   | ۴ سپتامبر ۲۰۰۲  |
| ۱۴۲۱۵۷ | 2002 RB30   | ۴ سپتامبر ۲۰۰۲  |
| ۱۴۲۱۵۸ | 2002 RS30   | ۴ سپتامبر ۲۰۰۲  |
| ۱۴۲۱۵۹ | 2002 RT30   | ۴ سپتامبر ۲۰۰۲  |
| ۱۴۲۱۶۰ | 2002 RN31   | ۴ سپتامبر ۲۰۰۲  |
| ۱۴۲۱۶۱ | 2002 RR31   | ۴ سپتامبر ۲۰۰۲  |
| ۱۴۲۱۶۲ | 2002 RY31   | ۴ سپتامبر ۲۰۰۲  |
| ۱۴۲۱۶۳ | 2002 RF32   | ۴ سپتامبر ۲۰۰۲  |
| ۱۴۲۱۶۴ | 2002 RG32   | ۴ سپتامبر ۲۰۰۲  |
| ۱۴۲۱۶۵ | 2002 RF33   | ۴ سپتامبر ۲۰۰۲  |
| ۱۴۲۱۶۶ | 2002 RK34   | ۴ سپتامبر ۲۰۰۲  |
| ۱۴۲۱۶۷ | 2002 RM34   | ۴ سپتامبر ۲۰۰۲  |
| ۱۴۲۱۶۸ | 2002 RC35   | ۴ سپتامبر ۲۰۰۲  |
| ۱۴۲۱۶۹ | 2002 RS35   | ۵ سپتامبر ۲۰۰۲  |
| ۱۴۲۱۷۰ | 2002 RP36   | ۵ سپتامبر ۲۰۰۲  |
| ۱۴۲۱۷۱ | 2002 RE38   | ۵ سپتامبر ۲۰۰۲  |
| ۱۴۲۱۷۲ | 2002 RK39   | ۵ سپتامبر ۲۰۰۲  |
| ۱۴۲۱۷۳ | 2002 RN39   | ۵ سپتامبر ۲۰۰۲  |
| ۱۴۲۱۷۴ | 2002 RO39   | ۵ سپتامبر ۲۰۰۲  |
| ۱۴۲۱۷۵ | 2002 RB40   | ۵ سپتامبر ۲۰۰۲  |
| ۱۴۲۱۷۶ | 2002 RE40   | ۵ سپتامبر ۲۰۰۲  |
| ۱۴۲۱۷۷ | 2002 RT40   | ۵ سپتامبر ۲۰۰۲  |
| ۱۴۲۱۷۸ | 2002 RW41   | ۵ سپتامبر ۲۰۰۲  |
| ۱۴۲۱۷۹ | 2002 RL43   | ۵ سپتامبر ۲۰۰۲  |
| ۱۴۲۱۸۰ | 2002 RN43   | ۵ سپتامبر ۲۰۰۲  |
| ۱۴۲۱۸۱ | 2002 RP45   | ۵ سپتامبر ۲۰۰۲  |
| ۱۴۲۱۸۲ | 2002 RW45   | ۵ سپتامبر ۲۰۰۲  |
| ۱۴۲۱۸۳ | 2002 RP46   | ۵ سپتامبر ۲۰۰۲  |
| ۱۴۲۱۸۴ | 2002 RC47   | ۵ سپتامبر ۲۰۰۲  |
| ۱۴۲۱۸۵ | 2002 RV47   | ۵ سپتامبر ۲۰۰۲  |
| ۱۴۲۱۸۶ | 2002 RW47   | ۵ سپتامبر ۲۰۰۲  |
| ۱۴۲۱۸۷ | 2002 RZ47   | ۵ سپتامبر ۲۰۰۲  |
| ۱۴۲۱۸۸ | 2002 RC49   | ۵ سپتامبر ۲۰۰۲  |
| ۱۴۲۱۸۹ | 2002 RO49   | ۵ سپتامبر ۲۰۰۲  |
| ۱۴۲۱۹۰ | 2002 RN50   | ۵ سپتامبر ۲۰۰۲  |
| ۱۴۲۱۹۱ | 2002 RV50   | ۵ سپتامبر ۲۰۰۲  |
| ۱۴۲۱۹۲ | 2002 RU51   | ۵ سپتامبر ۲۰۰۲  |
| ۱۴۲۱۹۳ | 2002 RU52   | ۵ سپتامبر ۲۰۰۲  |
| ۱۴۲۱۹۴ | 2002 RF53   | ۵ سپتامبر ۲۰۰۲  |
| ۱۴۲۱۹۵ | 2002 RK54   | ۵ سپتامبر ۲۰۰۲  |
| ۱۴۲۱۹۶ | 2002 RP54   | ۵ سپتامبر ۲۰۰۲  |
| ۱۴۲۱۹۷ | 2002 RT55   | ۵ سپتامبر ۲۰۰۲  |
| ۱۴۲۱۹۸ | 2002 RN56   | ۵ سپتامبر ۲۰۰۲  |
| ۱۴۲۱۹۹ | 2002 RC57   | ۵ سپتامبر ۲۰۰۲  |
| ۱۴۲۲۰۰ | 2002 RF57   | ۵ سپتامبر ۲۰۰۲  |
| ۱۴۲۲۰۱ | 2002 RN57   | ۵ سپتامبر ۲۰۰۲  |
| ۱۴۲۲۰۲ | 2002 RY57   | ۵ سپتامبر ۲۰۰۲  |
| ۱۴۲۲۰۳ | 2002 RJ58   | ۵ سپتامبر ۲۰۰۲  |
| ۱۴۲۲۰۴ | 2002 RH59   | ۵ سپتامبر ۲۰۰۲  |
| ۱۴۲۲۰۵ | 2002 RP60   | ۵ سپتامبر ۲۰۰۲  |
| ۱۴۲۲۰۶ | 2002 RD61   | ۵ سپتامبر ۲۰۰۲  |
| ۱۴۲۲۰۷ | 2002 RY61   | ۵ سپتامبر ۲۰۰۲  |
| ۱۴۲۲۰۸ | 2002 RT62   | ۵ سپتامبر ۲۰۰۲  |
| ۱۴۲۲۰۹ | 2002 RX62   | ۵ سپتامبر ۲۰۰۲  |
| ۱۴۲۲۱۰ | 2002 RG63   | ۵ سپتامبر ۲۰۰۲  |
| ۱۴۲۲۱۱ | 2002 RH63   | ۵ سپتامبر ۲۰۰۲  |
| ۱۴۲۲۱۲ | 2002 RG64   | ۵ سپتامبر ۲۰۰۲  |
| ۱۴۲۲۱۳ | 2002 RN65   | ۵ سپتامبر ۲۰۰۲  |
| ۱۴۲۲۱۴ | 2002 RW65   | ۵ سپتامبر ۲۰۰۲  |
| ۱۴۲۲۱۵ | 2002 RD68   | ۴ سپتامبر ۲۰۰۲  |
| ۱۴۲۲۱۶ | 2002 RW69   | ۴ سپتامبر ۲۰۰۲  |
| ۱۴۲۲۱۷ | 2002 RG70   | ۴ سپتامبر ۲۰۰۲  |
| ۱۴۲۲۱۸ | 2002 RG72   | ۵ سپتامبر ۲۰۰۲  |
| ۱۴۲۲۱۹ | 2002 RS72   | ۵ سپتامبر ۲۰۰۲  |
| ۱۴۲۲۲۰ | 2002 RD73   | ۵ سپتامبر ۲۰۰۲  |
| ۱۴۲۲۲۱ | 2002 RL73   | ۵ سپتامبر ۲۰۰۲  |
| ۱۴۲۲۲۲ | 2002 RP74   | ۵ سپتامبر ۲۰۰۲  |
| ۱۴۲۲۲۳ | 2002 RE75   | ۵ سپتامبر ۲۰۰۲  |
| ۱۴۲۲۲۴ | 2002 RF75   | ۵ سپتامبر ۲۰۰۲  |
| ۱۴۲۲۲۵ | 2002 RP76   | ۵ سپتامبر ۲۰۰۲  |
| ۱۴۲۲۲۶ | 2002 RE77   | ۵ سپتامبر ۲۰۰۲  |
| ۱۴۲۲۲۷ | 2002 RA81   | ۵ سپتامبر ۲۰۰۲  |
| ۱۴۲۲۲۸ | 2002 RB81   | ۵ سپتامبر ۲۰۰۲  |
| ۱۴۲۲۲۹ | 2002 RE81   | ۵ سپتامبر ۲۰۰۲  |
| ۱۴۲۲۳۰ | 2002 RR81   | ۵ سپتامبر ۲۰۰۲  |
| ۱۴۲۲۳۱ | 2002 RZ82   | ۵ سپتامبر ۲۰۰۲  |
| ۱۴۲۲۳۲ | 2002 RN83   | ۵ سپتامبر ۲۰۰۲  |
| ۱۴۲۲۳۳ | 2002 RZ84   | ۵ سپتامبر ۲۰۰۲  |
| ۱۴۲۲۳۴ | 2002 RH85   | ۵ سپتامبر ۲۰۰۲  |
| ۱۴۲۲۳۵ | 2002 RA89   | ۵ سپتامبر ۲۰۰۲  |
| ۱۴۲۲۳۶ | 2002 RE89   | ۵ سپتامبر ۲۰۰۲  |
| ۱۴۲۲۳۷ | 2002 RA90   | ۵ سپتامبر ۲۰۰۲  |
| ۱۴۲۲۳۸ | 2002 RE90   | ۵ سپتامبر ۲۰۰۲  |
| ۱۴۲۲۳۹ | 2002 RJ93   | ۵ سپتامبر ۲۰۰۲  |
| ۱۴۲۲۴۰ | 2002 RE96   | ۵ سپتامبر ۲۰۰۲  |
| ۱۴۲۲۴۱ | 2002 RT96   | ۵ سپتامبر ۲۰۰۲  |
| ۱۴۲۲۴۲ | 2002 RP97   | ۵ سپتامبر ۲۰۰۲  |
| ۱۴۲۲۴۳ | 2002 RQ99   | ۵ سپتامبر ۲۰۰۲  |
| ۱۴۲۲۴۴ | 2002 RD100  | ۵ سپتامبر ۲۰۰۲  |
| ۱۴۲۲۴۵ | 2002 RL100  | ۵ سپتامبر ۲۰۰۲  |
| ۱۴۲۲۴۶ | 2002 RR100  | ۵ سپتامبر ۲۰۰۲  |
| ۱۴۲۲۴۷ | 2002 RS100  | ۵ سپتامبر ۲۰۰۲  |
| ۱۴۲۲۴۸ | 2002 RX100  | ۵ سپتامبر ۲۰۰۲  |
| ۱۴۲۲۴۹ | 2002 RE102  | ۵ سپتامبر ۲۰۰۲  |
| ۱۴۲۲۵۰ | 2002 RO102  | ۵ سپتامبر ۲۰۰۲  |
| ۱۴۲۲۵۱ | 2002 RX102  | ۵ سپتامبر ۲۰۰۲  |
| ۱۴۲۲۵۲ | 2002 RA104  | ۵ سپتامبر ۲۰۰۲  |
| ۱۴۲۲۵۳ | 2002 RN104  | ۵ سپتامبر ۲۰۰۲  |
| ۱۴۲۲۵۴ | 2002 RQ105  | ۵ سپتامبر ۲۰۰۲  |
| ۱۴۲۲۵۵ | 2002 RQ106  | ۵ سپتامبر ۲۰۰۲  |
| ۱۴۲۲۵۶ | 2002 RS106  | ۵ سپتامبر ۲۰۰۲  |
| ۱۴۲۲۵۷ | 2002 RT106  | ۵ سپتامبر ۲۰۰۲  |
| ۱۴۲۲۵۸ | 2002 RZ106  | ۵ سپتامبر ۲۰۰۲  |
| ۱۴۲۲۵۹ | 2002 RD107  | ۵ سپتامبر ۲۰۰۲  |
| ۱۴۲۲۶۰ | 2002 RL107  | ۵ سپتامبر ۲۰۰۲  |
| ۱۴۲۲۶۱ | 2002 RS107  | ۵ سپتامبر ۲۰۰۲  |
| ۱۴۲۲۶۲ | 2002 RW107  | ۵ سپتامبر ۲۰۰۲  |
| ۱۴۲۲۶۳ | 2002 RP108  | ۵ سپتامبر ۲۰۰۲  |
| ۱۴۲۲۶۴ | 2002 RW108  | ۵ سپتامبر ۲۰۰۲  |
| ۱۴۲۲۶۵ | 2002 RO111  | ۶ سپتامبر ۲۰۰۲  |
| ۱۴۲۲۶۶ | 2002 RQ111  | ۶ سپتامبر ۲۰۰۲  |
| ۱۴۲۲۶۷ | 2002 RN113  | ۵ سپتامبر ۲۰۰۲  |
| ۱۴۲۲۶۸ | 2002 RW113  | ۵ سپتامبر ۲۰۰۲  |
| ۱۴۲۲۶۹ | 2002 RE114  | ۵ سپتامبر ۲۰۰۲  |
| ۱۴۲۲۷۰ | 2002 RJ114  | ۵ سپتامبر ۲۰۰۲  |
| ۱۴۲۲۷۱ | 2002 RY114  | ۶ سپتامبر ۲۰۰۲  |
| ۱۴۲۲۷۲ | 2002 RB115  | ۶ سپتامبر ۲۰۰۲  |
| ۱۴۲۲۷۳ | 2002 RD115  | ۶ سپتامبر ۲۰۰۲  |
| ۱۴۲۲۷۴ | 2002 RO115  | ۶ سپتامبر ۲۰۰۲  |
| ۱۴۲۲۷۵ | 2002 RQ117  | ۸ سپتامبر ۲۰۰۲  |
| ۱۴۲۲۷۶ | 2002 RX118  | ۱ سپتامبر ۲۰۰۲  |
| ۱۴۲۲۷۷ | 2002 RJ119  | ۶ سپتامبر ۲۰۰۲  |
| ۱۴۲۲۷۸ | 2002 RY120  | ۷ سپتامبر ۲۰۰۲  |
| ۱۴۲۲۷۹ | 2002 RH121  | ۷ سپتامبر ۲۰۰۲  |
| ۱۴۲۲۸۰ | 2002 RR121  | ۷ سپتامبر ۲۰۰۲  |
| ۱۴۲۲۸۱ | 2002 RJ122  | ۸ سپتامبر ۲۰۰۲  |
| ۱۴۲۲۸۲ | 2002 RT128  | ۱۰ سپتامبر ۲۰۰۲ |
| ۱۴۲۲۸۳ | 2002 RJ130  | ۹ سپتامبر ۲۰۰۲  |
| ۱۴۲۲۸۴ | 2002 RO132  | ۱۱ سپتامبر ۲۰۰۲ |
| ۱۴۲۲۸۵ | 2002 RR132  | ۱۰ سپتامبر ۲۰۰۲ |
| ۱۴۲۲۸۶ | 2002 RB134  | ۱۰ سپتامبر ۲۰۰۲ |
| ۱۴۲۲۸۷ | 2002 RZ134  | ۱۰ سپتامبر ۲۰۰۲ |
| ۱۴۲۲۸۸ | 2002 RW135  | ۱۱ سپتامبر ۲۰۰۲ |
| ۱۴۲۲۸۹ | 2002 RJ137  | ۱۲ سپتامبر ۲۰۰۲ |
| ۱۴۲۲۹۰ | 2002 RB138  | ۱۰ سپتامبر ۲۰۰۲ |
| ۱۴۲۲۹۱ | 2002 RE138  | ۱۲ سپتامبر ۲۰۰۲ |
| ۱۴۲۲۹۲ | 2002 RF142  | ۱۱ سپتامبر ۲۰۰۲ |
| ۱۴۲۲۹۳ | 2002 RH142  | ۱۱ سپتامبر ۲۰۰۲ |
| ۱۴۲۲۹۴ | 2002 RY142  | ۱۱ سپتامبر ۲۰۰۲ |
| ۱۴۲۲۹۵ | 2002 RV143  | ۱۱ سپتامبر ۲۰۰۲ |
| ۱۴۲۲۹۶ | 2002 RP144  | ۱۱ سپتامبر ۲۰۰۲ |
| ۱۴۲۲۹۷ | 2002 RF145  | ۱۱ سپتامبر ۲۰۰۲ |
| ۱۴۲۲۹۸ | 2002 RO145  | ۱۱ سپتامبر ۲۰۰۲ |
| ۱۴۲۲۹۹ | 2002 RO147  | ۱۱ سپتامبر ۲۰۰۲ |
| ۱۴۲۳۰۰ | 2002 RY148  | ۱۱ سپتامبر ۲۰۰۲ |
| ۱۴۲۳۰۱ | 2002 RT149  | ۱۱ سپتامبر ۲۰۰۲ |
| ۱۴۲۳۰۲ | 2002 RR150  | ۱۱ سپتامبر ۲۰۰۲ |
| ۱۴۲۳۰۳ | 2002 RW153  | ۱۳ سپتامبر ۲۰۰۲ |
| ۱۴۲۳۰۴ | 2002 RZ154  | ۱۰ سپتامبر ۲۰۰۲ |
| ۱۴۲۳۰۵ | 2002 RN155  | ۱۱ سپتامبر ۲۰۰۲ |
| ۱۴۲۳۰۶ | 2002 RL157  | ۱۱ سپتامبر ۲۰۰۲ |
| ۱۴۲۳۰۷ | 2002 RS158  | ۱۱ سپتامبر ۲۰۰۲ |
| ۱۴۲۳۰۸ | 2002 RJ162  | ۱۲ سپتامبر ۲۰۰۲ |
| ۱۴۲۳۰۹ | 2002 RZ162  | ۱۲ سپتامبر ۲۰۰۲ |
| ۱۴۲۳۱۰ | 2002 RE164  | ۱۲ سپتامبر ۲۰۰۲ |
| ۱۴۲۳۱۱ | 2002 RR164  | ۱۲ سپتامبر ۲۰۰۲ |
| ۱۴۲۳۱۲ | 2002 RU164  | ۱۲ سپتامبر ۲۰۰۲ |
| ۱۴۲۳۱۳ | 2002 RD165  | ۱۲ سپتامبر ۲۰۰۲ |
| ۱۴۲۳۱۴ | 2002 RH165  | ۱۳ سپتامبر ۲۰۰۲ |
| ۱۴۲۳۱۵ | 2002 RU165  | ۱۳ سپتامبر ۲۰۰۲ |
| ۱۴۲۳۱۶ | 2002 RB166  | ۱۳ سپتامبر ۲۰۰۲ |
| ۱۴۲۳۱۷ | 2002 RE166  | ۱۳ سپتامبر ۲۰۰۲ |
| ۱۴۲۳۱۸ | 2002 RQ166  | ۱۳ سپتامبر ۲۰۰۲ |
| ۱۴۲۳۱۹ | 2002 RD168  | ۱۳ سپتامبر ۲۰۰۲ |
| ۱۴۲۳۲۰ | 2002 RH169  | ۱۳ سپتامبر ۲۰۰۲ |
| ۱۴۲۳۲۱ | 2002 RO171  | ۱۳ سپتامبر ۲۰۰۲ |
| ۱۴۲۳۲۲ | 2002 RX171  | ۱۳ سپتامبر ۲۰۰۲ |
| ۱۴۲۳۲۳ | 2002 RW172  | ۱۳ سپتامبر ۲۰۰۲ |
| ۱۴۲۳۲۴ | 2002 RC173  | ۱۳ سپتامبر ۲۰۰۲ |
| ۱۴۲۳۲۵ | 2002 RB175  | ۱۳ سپتامبر ۲۰۰۲ |
| ۱۴۲۳۲۶ | 2002 RZ176  | ۱۳ سپتامبر ۲۰۰۲ |
| ۱۴۲۳۲۷ | 2002 RH180  | ۱۴ سپتامبر ۲۰۰۲ |
| ۱۴۲۳۲۸ | 2002 RL180  | ۱۴ سپتامبر ۲۰۰۲ |
| ۱۴۲۳۲۹ | 2002 RW182  | ۱۱ سپتامبر ۲۰۰۲ |
| ۱۴۲۳۳۰ | 2002 RE185  | ۱۲ سپتامبر ۲۰۰۲ |
| ۱۴۲۳۳۱ | 2002 RL186  | ۱۲ سپتامبر ۲۰۰۲ |
| ۱۴۲۳۳۲ | 2002 RG187  | ۱۳ سپتامبر ۲۰۰۲ |
| ۱۴۲۳۳۳ | 2002 RX187  | ۱۲ سپتامبر ۲۰۰۲ |
| ۱۴۲۳۳۴ | 2002 RM189  | ۱۴ سپتامبر ۲۰۰۲ |
| ۱۴۲۳۳۵ | 2002 RU189  | ۱۴ سپتامبر ۲۰۰۲ |
| ۱۴۲۳۳۶ | 2002 RL190  | ۱۴ سپتامبر ۲۰۰۲ |
| ۱۴۲۳۳۷ | 2002 RR195  | ۱۲ سپتامبر ۲۰۰۲ |
| ۱۴۲۳۳۸ | 2002 RT199  | ۱۳ سپتامبر ۲۰۰۲ |
| ۱۴۲۳۳۹ | 2002 RX201  | ۱۳ سپتامبر ۲۰۰۲ |
| ۱۴۲۳۴۰ | 2002 RP202  | ۱۳ سپتامبر ۲۰۰۲ |
| ۱۴۲۳۴۱ | 2002 RM203  | ۱۴ سپتامبر ۲۰۰۲ |
| ۱۴۲۳۴۲ | 2002 RR203  | ۱۴ سپتامبر ۲۰۰۲ |
| ۱۴۲۳۴۳ | 2002 RK204  | ۱۴ سپتامبر ۲۰۰۲ |
| ۱۴۲۳۴۴ | 2002 RM205  | ۱۴ سپتامبر ۲۰۰۲ |
| ۱۴۲۳۴۵ | 2002 RC207  | ۱۴ سپتامبر ۲۰۰۲ |
| ۱۴۲۳۴۶ | 2002 RN207  | ۱۴ سپتامبر ۲۰۰۲ |
| ۱۴۲۳۴۷ | 2002 RT208  | ۱۳ سپتامبر ۲۰۰۲ |
| ۱۴۲۳۴۸ | 2002 RX211  | ۹ سپتامبر ۲۰۰۲  |
| ۱۴۲۳۴۹ | 2002 RR212  | ۱۵ سپتامبر ۲۰۰۲ |
| ۱۴۲۳۵۰ | 2002 RA213  | ۱۲ سپتامبر ۲۰۰۲ |
| ۱۴۲۳۵۱ | 2002 RJ213  | ۱۳ سپتامبر ۲۰۰۲ |
| ۱۴۲۳۵۲ | 2002 RW214  | ۱۳ سپتامبر ۲۰۰۲ |
| ۱۴۲۳۵۳ | 2002 RC217  | ۱۴ سپتامبر ۲۰۰۲ |
| ۱۴۲۳۵۴ | 2002 RL217  | ۱۴ سپتامبر ۲۰۰۲ |
| ۱۴۲۳۵۵ | 2002 RT218  | ۱۴ سپتامبر ۲۰۰۲ |
| ۱۴۲۳۵۶ | 2002 RX218  | ۱۵ سپتامبر ۲۰۰۲ |
| ۱۴۲۳۵۷ | 2002 RE219  | ۱۵ سپتامبر ۲۰۰۲ |
| ۱۴۲۳۵۸ | 2002 RW220  | ۱۵ سپتامبر ۲۰۰۲ |
| ۱۴۲۳۵۹ | 2002 RP223  | ۱۳ سپتامبر ۲۰۰۲ |
| ۱۴۲۳۶۰ | 2002 RL224  | ۱۳ سپتامبر ۲۰۰۲ |
| ۱۴۲۳۶۱ | 2002 RO225  | ۱۳ سپتامبر ۲۰۰۲ |
| ۱۴۲۳۶۲ | 2002 RD226  | ۱۳ سپتامبر ۲۰۰۲ |
| ۱۴۲۳۶۳ | 2002 RH227  | ۱۴ سپتامبر ۲۰۰۲ |
| ۱۴۲۳۶۴ | 2002 RD228  | ۱۴ سپتامبر ۲۰۰۲ |
| ۱۴۲۳۶۵ | 2002 RT228  | ۱۴ سپتامبر ۲۰۰۲ |
| ۱۴۲۳۶۶ | 2002 RD230  | ۱۴ سپتامبر ۲۰۰۲ |
| ۱۴۲۳۶۷ | 2002 RC233  | ۱۴ سپتامبر ۲۰۰۲ |
| ۱۴۲۳۶۸ | Majden      | ۱۴ سپتامبر ۲۰۰۲ |
| ۱۴۲۳۶۹ | Johnhodges  | ۱۴ سپتامبر ۲۰۰۲ |
| ۱۴۲۳۷۰ | 2002 RZ239  | ۱۵ سپتامبر ۲۰۰۲ |
| ۱۴۲۳۷۱ | 2002 RB240  | ۸ سپتامبر ۲۰۰۲  |
| ۱۴۲۳۷۲ | 2002 RN243  | ۱۴ سپتامبر ۲۰۰۲ |
| ۱۴۲۳۷۳ | 2002 RJ244  | ۱۴ سپتامبر ۲۰۰۲ |
| ۱۴۲۳۷۴ | 2002 RX246  | ۱۴ سپتامبر ۲۰۰۲ |
| ۱۴۲۳۷۵ | 2002 RL247  | ۹ سپتامبر ۲۰۰۲  |
| ۱۴۲۳۷۶ | 2002 RM248  | ۱۴ سپتامبر ۲۰۰۲ |
| ۱۴۲۳۷۷ | 2002 RW249  | ۱۳ سپتامبر ۲۰۰۲ |
| ۱۴۲۳۷۸ | 2002 SJ1    | ۲۷ سپتامبر ۲۰۰۲ |
| ۱۴۲۳۷۹ | 2002 SN3    | ۲۶ سپتامبر ۲۰۰۲ |
| ۱۴۲۳۸۰ | 2002 SB5    | ۲۷ سپتامبر ۲۰۰۲ |
| ۱۴۲۳۸۱ | 2002 SE5    | ۲۷ سپتامبر ۲۰۰۲ |
| ۱۴۲۳۸۲ | 2002 SS5    | ۲۷ سپتامبر ۲۰۰۲ |
| ۱۴۲۳۸۳ | 2002 SX6    | ۲۷ سپتامبر ۲۰۰۲ |
| ۱۴۲۳۸۴ | 2002 SX8    | ۲۷ سپتامبر ۲۰۰۲ |
| ۱۴۲۳۸۵ | 2002 SZ8    | ۲۷ سپتامبر ۲۰۰۲ |
| ۱۴۲۳۸۶ | 2002 SU9    | ۲۷ سپتامبر ۲۰۰۲ |
| ۱۴۲۳۸۷ | 2002 SV10   | ۲۷ سپتامبر ۲۰۰۲ |
| ۱۴۲۳۸۸ | 2002 SL11   | ۲۷ سپتامبر ۲۰۰۲ |
| ۱۴۲۳۸۹ | 2002 SQ11   | ۲۷ سپتامبر ۲۰۰۲ |
| ۱۴۲۳۹۰ | 2002 SR12   | ۲۷ سپتامبر ۲۰۰۲ |
| ۱۴۲۳۹۱ | 2002 SY13   | ۲۷ سپتامبر ۲۰۰۲ |
| ۱۴۲۳۹۲ | 2002 SO17   | ۲۶ سپتامبر ۲۰۰۲ |
| ۱۴۲۳۹۳ | 2002 SW17   | ۲۶ سپتامبر ۲۰۰۲ |
| ۱۴۲۳۹۴ | 2002 SK18   | ۲۸ سپتامبر ۲۰۰۲ |
| ۱۴۲۳۹۵ | 2002 ST18   | ۲۶ سپتامبر ۲۰۰۲ |
| ۱۴۲۳۹۶ | 2002 SW18   | ۲۶ سپتامبر ۲۰۰۲ |
| ۱۴۲۳۹۷ | 2002 SM19   | ۲۸ سپتامبر ۲۰۰۲ |
| ۱۴۲۳۹۸ | 2002 SP19   | ۲۸ سپتامبر ۲۰۰۲ |
| ۱۴۲۳۹۹ | 2002 SQ19   | ۲۸ سپتامبر ۲۰۰۲ |
| ۱۴۲۴۰۰ | 2002 SE20   | ۲۶ سپتامبر ۲۰۰۲ |
| ۱۴۲۴۰۱ | 2002 SH23   | ۲۷ سپتامبر ۲۰۰۲ |
| ۱۴۲۴۰۲ | 2002 SH24   | ۲۷ سپتامبر ۲۰۰۲ |
| ۱۴۲۴۰۳ | 2002 SQ24   | ۲۸ سپتامبر ۲۰۰۲ |
| ۱۴۲۴۰۴ | 2002 SX24   | ۲۸ سپتامبر ۲۰۰۲ |
| ۱۴۲۴۰۵ | 2002 SQ25   | ۲۸ سپتامبر ۲۰۰۲ |
| ۱۴۲۴۰۶ | 2002 SH26   | ۲۸ سپتامبر ۲۰۰۲ |
| ۱۴۲۴۰۷ | 2002 SA27   | ۲۹ سپتامبر ۲۰۰۲ |
| ۱۴۲۴۰۸ | Trebur      | ۳۰ سپتامبر ۲۰۰۲ |
| ۱۴۲۴۰۹ | 2002 SJ29   | ۲۸ سپتامبر ۲۰۰۲ |
| ۱۴۲۴۱۰ | 2002 SA30   | ۲۸ سپتامبر ۲۰۰۲ |
| ۱۴۲۴۱۱ | 2002 SC30   | ۲۸ سپتامبر ۲۰۰۲ |
| ۱۴۲۴۱۲ | 2002 SO30   | ۲۸ سپتامبر ۲۰۰۲ |
| ۱۴۲۴۱۳ | 2002 SR30   | ۲۸ سپتامبر ۲۰۰۲ |
| ۱۴۲۴۱۴ | 2002 SS31   | ۲۸ سپتامبر ۲۰۰۲ |
| ۱۴۲۴۱۵ | 2002 SD32   | ۲۸ سپتامبر ۲۰۰۲ |
| ۱۴۲۴۱۶ | 2002 SF32   | ۲۸ سپتامبر ۲۰۰۲ |
| ۱۴۲۴۱۷ | 2002 SX32   | ۲۸ سپتامبر ۲۰۰۲ |
| ۱۴۲۴۱۸ | 2002 SN33   | ۲۸ سپتامبر ۲۰۰۲ |
| ۱۴۲۴۱۹ | 2002 SC34   | ۲۹ سپتامبر ۲۰۰۲ |
| ۱۴۲۴۲۰ | 2002 SQ34   | ۲۹ سپتامبر ۲۰۰۲ |
| ۱۴۲۴۲۱ | 2002 SW35   | ۲۹ سپتامبر ۲۰۰۲ |
| ۱۴۲۴۲۲ | 2002 SY35   | ۲۹ سپتامبر ۲۰۰۲ |
| ۱۴۲۴۲۳ | 2002 SZ35   | ۲۹ سپتامبر ۲۰۰۲ |
| ۱۴۲۴۲۴ | 2002 SC36   | ۲۹ سپتامبر ۲۰۰۲ |
| ۱۴۲۴۲۵ | 2002 SQ37   | ۲۹ سپتامبر ۲۰۰۲ |
| ۱۴۲۴۲۶ | 2002 SH39   | ۳۰ سپتامبر ۲۰۰۲ |
| ۱۴۲۴۲۷ | 2002 SY39   | ۳۰ سپتامبر ۲۰۰۲ |
| ۱۴۲۴۲۸ | 2002 SH41   | ۳۰ سپتامبر ۲۰۰۲ |
| ۱۴۲۴۲۹ | 2002 SH43   | ۲۸ سپتامبر ۲۰۰۲ |
| ۱۴۲۴۳۰ | 2002 SA44   | ۲۹ سپتامبر ۲۰۰۲ |
| ۱۴۲۴۳۱ | 2002 SO44   | ۲۹ سپتامبر ۲۰۰۲ |
| ۱۴۲۴۳۲ | 2002 SD45   | ۲۹ سپتامبر ۲۰۰۲ |
| ۱۴۲۴۳۳ | 2002 SY45   | ۲۹ سپتامبر ۲۰۰۲ |
| ۱۴۲۴۳۴ | 2002 SE46   | ۲۹ سپتامبر ۲۰۰۲ |
| ۱۴۲۴۳۵ | 2002 SC47   | ۳۰ سپتامبر ۲۰۰۲ |
| ۱۴۲۴۳۶ | 2002 SK48   | ۳۰ سپتامبر ۲۰۰۲ |
| ۱۴۲۴۳۷ | 2002 SA49   | ۳۰ سپتامبر ۲۰۰۲ |
| ۱۴۲۴۳۸ | 2002 ST50   | ۳۰ سپتامبر ۲۰۰۲ |
| ۱۴۲۴۳۹ | 2002 SW53   | ۲۱ سپتامبر ۲۰۰۲ |
| ۱۴۲۴۴۰ | 2002 SM55   | ۳۰ سپتامبر ۲۰۰۲ |
| ۱۴۲۴۴۱ | 2002 SQ55   | ۳۰ سپتامبر ۲۰۰۲ |
| ۱۴۲۴۴۲ | 2002 SQ56   | ۳۰ سپتامبر ۲۰۰۲ |
| ۱۴۲۴۴۳ | 2002 SW56   | ۳۰ سپتامبر ۲۰۰۲ |
| ۱۴۲۴۴۴ | 2002 SL57   | ۳۰ سپتامبر ۲۰۰۲ |
| ۱۴۲۴۴۵ | 2002 SR58   | ۳۰ سپتامبر ۲۰۰۲ |
| ۱۴۲۴۴۶ | 2002 SV58   | ۳۰ سپتامبر ۲۰۰۲ |
| ۱۴۲۴۴۷ | 2002 ST59   | ۱۶ سپتامبر ۲۰۰۲ |
| ۱۴۲۴۴۸ | 2002 SS60   | ۱۶ سپتامبر ۲۰۰۲ |
| ۱۴۲۴۴۸ | 2002 TB     | ۱ اکتبر ۲۰۰۲    |
| ۱۴۲۴۴۸ | 2002 TV     | ۱ اکتبر ۲۰۰۲    |
| ۱۴۲۴۵۱ | 2002 TG1    | ۱ اکتبر ۲۰۰۲    |
| ۱۴۲۴۵۲ | 2002 TP1    | ۱ اکتبر ۲۰۰۲    |
| ۱۴۲۴۵۳ | 2002 TS1    | ۱ اکتبر ۲۰۰۲    |
| ۱۴۲۴۵۴ | 2002 TW1    | ۱ اکتبر ۲۰۰۲    |
| ۱۴۲۴۵۵ | 2002 TT2    | ۱ اکتبر ۲۰۰۲    |
| ۱۴۲۴۵۶ | 2002 TQ3    | ۱ اکتبر ۲۰۰۲    |
| ۱۴۲۴۵۷ | 2002 TX4    | ۱ اکتبر ۲۰۰۲    |
| ۱۴۲۴۵۸ | 2002 TZ5    | ۱ اکتبر ۲۰۰۲    |
| ۱۴۲۴۵۹ | 2002 TD6    | ۱ اکتبر ۲۰۰۲    |
| ۱۴۲۴۶۰ | 2002 TJ6    | ۱ اکتبر ۲۰۰۲    |
| ۱۴۲۴۶۱ | 2002 TD7    | ۱ اکتبر ۲۰۰۲    |
| ۱۴۲۴۶۲ | 2002 TT7    | ۱ اکتبر ۲۰۰۲    |
| ۱۴۲۴۶۳ | 2002 TH8    | ۱ اکتبر ۲۰۰۲    |
| ۱۴۲۴۶۴ | 2002 TC9    | ۲ اکتبر ۲۰۰۲    |
| ۱۴۲۴۶۵ | 2002 TJ9    | ۱ اکتبر ۲۰۰۲    |
| ۱۴۲۴۶۶ | 2002 TO9    | ۱ اکتبر ۲۰۰۲    |
| ۱۴۲۴۶۷ | 2002 TV9    | ۱ اکتبر ۲۰۰۲    |
| ۱۴۲۴۶۸ | 2002 TU11   | ۱ اکتبر ۲۰۰۲    |
| ۱۴۲۴۶۹ | 2002 TY11   | ۱ اکتبر ۲۰۰۲    |
| ۱۴۲۴۷۰ | 2002 TE13   | ۱ اکتبر ۲۰۰۲    |
| ۱۴۲۴۷۱ | 2002 TN13   | ۱ اکتبر ۲۰۰۲    |
| ۱۴۲۴۷۲ | 2002 TH14   | ۱ اکتبر ۲۰۰۲    |
| ۱۴۲۴۷۳ | 2002 TF15   | ۱ اکتبر ۲۰۰۲    |
| ۱۴۲۴۷۴ | 2002 TF17   | ۲ اکتبر ۲۰۰۲    |
| ۱۴۲۴۷۵ | 2002 TG17   | ۲ اکتبر ۲۰۰۲    |
| ۱۴۲۴۷۶ | 2002 TW17   | ۲ اکتبر ۲۰۰۲    |
| ۱۴۲۴۷۷ | 2002 TT19   | ۲ اکتبر ۲۰۰۲    |
| ۱۴۲۴۷۸ | 2002 TB20   | ۲ اکتبر ۲۰۰۲    |
| ۱۴۲۴۷۹ | 2002 TB21   | ۲ اکتبر ۲۰۰۲    |
| ۱۴۲۴۸۰ | 2002 TP21   | ۲ اکتبر ۲۰۰۲    |
| ۱۴۲۴۸۱ | 2002 TU22   | ۲ اکتبر ۲۰۰۲    |
| ۱۴۲۴۸۲ | 2002 TX22   | ۲ اکتبر ۲۰۰۲    |
| ۱۴۲۴۸۳ | 2002 TQ24   | ۲ اکتبر ۲۰۰۲    |
| ۱۴۲۴۸۴ | 2002 TY24   | ۲ اکتبر ۲۰۰۲    |
| ۱۴۲۴۸۵ | 2002 TJ25   | ۲ اکتبر ۲۰۰۲    |
| ۱۴۲۴۸۶ | 2002 TK25   | ۲ اکتبر ۲۰۰۲    |
| ۱۴۲۴۸۷ | 2002 TC27   | ۲ اکتبر ۲۰۰۲    |
| ۱۴۲۴۸۸ | 2002 TK27   | ۲ اکتبر ۲۰۰۲    |
| ۱۴۲۴۸۹ | 2002 TO28   | ۲ اکتبر ۲۰۰۲    |
| ۱۴۲۴۹۰ | 2002 TU28   | ۲ اکتبر ۲۰۰۲    |
| ۱۴۲۴۹۱ | 2002 TB29   | ۲ اکتبر ۲۰۰۲    |
| ۱۴۲۴۹۲ | 2002 TC29   | ۲ اکتبر ۲۰۰۲    |
| ۱۴۲۴۹۳ | 2002 TY29   | ۲ اکتبر ۲۰۰۲    |
| ۱۴۲۴۹۴ | 2002 TG30   | ۲ اکتبر ۲۰۰۲    |
| ۱۴۲۴۹۵ | 2002 TP30   | ۲ اکتبر ۲۰۰۲    |
| ۱۴۲۴۹۶ | 2002 TK31   | ۲ اکتبر ۲۰۰۲    |
| ۱۴۲۴۹۷ | 2002 TL31   | ۲ اکتبر ۲۰۰۲    |
| ۱۴۲۴۹۸ | 2002 TY31   | ۲ اکتبر ۲۰۰۲    |
| ۱۴۲۴۹۹ | 2002 TE32   | ۲ اکتبر ۲۰۰۲    |
| ۱۴۲۵۰۰ | 2002 TM32   | ۲ اکتبر ۲۰۰۲    |
| ۱۴۲۵۰۱ | 2002 TX32   | ۲ اکتبر ۲۰۰۲    |
| ۱۴۲۵۰۲ | 2002 TA34   | ۲ اکتبر ۲۰۰۲    |
| ۱۴۲۵۰۳ | 2002 TT34   | ۲ اکتبر ۲۰۰۲    |
| ۱۴۲۵۰۴ | 2002 TS35   | ۲ اکتبر ۲۰۰۲    |
| ۱۴۲۵۰۵ | 2002 TT35   | ۲ اکتبر ۲۰۰۲    |
| ۱۴۲۵۰۶ | 2002 TC36   | ۲ اکتبر ۲۰۰۲    |
| ۱۴۲۵۰۷ | 2002 TN36   | ۲ اکتبر ۲۰۰۲    |
| ۱۴۲۵۰۸ | 2002 TP36   | ۲ اکتبر ۲۰۰۲    |
| ۱۴۲۵۰۹ | 2002 TJ37   | ۲ اکتبر ۲۰۰۲    |
| ۱۴۲۵۱۰ | 2002 TM37   | ۲ اکتبر ۲۰۰۲    |
| ۱۴۲۵۱۱ | 2002 TE38   | ۲ اکتبر ۲۰۰۲    |
| ۱۴۲۵۱۲ | 2002 TG39   | ۲ اکتبر ۲۰۰۲    |
| ۱۴۲۵۱۳ | 2002 TK39   | ۲ اکتبر ۲۰۰۲    |
| ۱۴۲۵۱۴ | 2002 TU39   | ۲ اکتبر ۲۰۰۲    |
| ۱۴۲۵۱۵ | 2002 TZ39   | ۲ اکتبر ۲۰۰۲    |
| ۱۴۲۵۱۶ | 2002 TD40   | ۲ اکتبر ۲۰۰۲    |
| ۱۴۲۵۱۷ | 2002 TJ40   | ۲ اکتبر ۲۰۰۲    |
| ۱۴۲۵۱۸ | 2002 TP40   | ۲ اکتبر ۲۰۰۲    |
| ۱۴۲۵۱۹ | 2002 TJ41   | ۲ اکتبر ۲۰۰۲    |
| ۱۴۲۵۲۰ | 2002 TO41   | ۲ اکتبر ۲۰۰۲    |
| ۱۴۲۵۲۱ | 2002 TL42   | ۲ اکتبر ۲۰۰۲    |
| ۱۴۲۵۲۲ | 2002 TM43   | ۲ اکتبر ۲۰۰۲    |
| ۱۴۲۵۲۳ | 2002 TO43   | ۲ اکتبر ۲۰۰۲    |
| ۱۴۲۵۲۴ | 2002 TT44   | ۲ اکتبر ۲۰۰۲    |
| ۱۴۲۵۲۵ | 2002 TA45   | ۲ اکتبر ۲۰۰۲    |
| ۱۴۲۵۲۶ | 2002 TD45   | ۲ اکتبر ۲۰۰۲    |
| ۱۴۲۵۲۷ | 2002 TF45   | ۲ اکتبر ۲۰۰۲    |
| ۱۴۲۵۲۸ | 2002 TL45   | ۲ اکتبر ۲۰۰۲    |
| ۱۴۲۵۲۹ | 2002 TG47   | ۲ اکتبر ۲۰۰۲    |
| ۱۴۲۵۳۰ | 2002 TL47   | ۲ اکتبر ۲۰۰۲    |
| ۱۴۲۵۳۱ | 2002 TN47   | ۲ اکتبر ۲۰۰۲    |
| ۱۴۲۵۳۲ | 2002 TU47   | ۲ اکتبر ۲۰۰۲    |
| ۱۴۲۵۳۳ | 2002 TR48   | ۲ اکتبر ۲۰۰۲    |
| ۱۴۲۵۳۴ | 2002 TY48   | ۲ اکتبر ۲۰۰۲    |
| ۱۴۲۵۳۵ | 2002 TD49   | ۲ اکتبر ۲۰۰۲    |
| ۱۴۲۵۳۶ | 2002 TE49   | ۲ اکتبر ۲۰۰۲    |
| ۱۴۲۵۳۷ | 2002 TV50   | ۲ اکتبر ۲۰۰۲    |
| ۱۴۲۵۳۸ | 2002 TX50   | ۲ اکتبر ۲۰۰۲    |
| ۱۴۲۵۳۹ | 2002 TD51   | ۲ اکتبر ۲۰۰۲    |
| ۱۴۲۵۴۰ | 2002 TN51   | ۲ اکتبر ۲۰۰۲    |
| ۱۴۲۵۴۱ | 2002 TR51   | ۲ اکتبر ۲۰۰۲    |
| ۱۴۲۵۴۲ | 2002 TS51   | ۲ اکتبر ۲۰۰۲    |
| ۱۴۲۵۴۳ | 2002 TT51   | ۲ اکتبر ۲۰۰۲    |
| ۱۴۲۵۴۴ | 2002 TB52   | ۲ اکتبر ۲۰۰۲    |
| ۱۴۲۵۴۵ | 2002 TK52   | ۲ اکتبر ۲۰۰۲    |
| ۱۴۲۵۴۶ | 2002 TS52   | ۲ اکتبر ۲۰۰۲    |
| ۱۴۲۵۴۷ | 2002 TT52   | ۲ اکتبر ۲۰۰۲    |
| ۱۴۲۵۴۸ | 2002 TG53   | ۲ اکتبر ۲۰۰۲    |
| ۱۴۲۵۴۹ | 2002 TJ53   | ۲ اکتبر ۲۰۰۲    |
| ۱۴۲۵۵۰ | 2002 TK53   | ۲ اکتبر ۲۰۰۲    |
| ۱۴۲۵۵۱ | 2002 TV53   | ۲ اکتبر ۲۰۰۲    |
| ۱۴۲۵۵۲ | 2002 TO54   | ۲ اکتبر ۲۰۰۲    |
| ۱۴۲۵۵۳ | 2002 TX54   | ۲ اکتبر ۲۰۰۲    |
| ۱۴۲۵۵۴ | 2002 TX56   | ۲ اکتبر ۲۰۰۲    |
| ۱۴۲۵۵۵ | 2002 TB58   | ۳ اکتبر ۲۰۰۲    |
| ۱۴۲۵۵۶ | 2002 TK58   | ۱ اکتبر ۲۰۰۲    |
| ۱۴۲۵۵۷ | 2002 TS60   | ۵ اکتبر ۲۰۰۲    |
| ۱۴۲۵۵۸ | 2002 TP61   | ۳ اکتبر ۲۰۰۲    |
| ۱۴۲۵۵۹ | 2002 TO64   | ۵ اکتبر ۲۰۰۲    |
| ۱۴۲۵۶۰ | 2002 TW67   | ۵ اکتبر ۲۰۰۲    |
| ۱۴۲۵۶۱ | 2002 TX68   | ۸ اکتبر ۲۰۰۲    |
| ۱۴۲۵۶۲ | Graetz      | ۱۰ اکتبر ۲۰۰۲   |
| ۱۴۲۵۶۳ | 2002 TR69   | ۱۰ اکتبر ۲۰۰۲   |
| ۱۴۲۵۶۴ | 2002 TR70   | ۳ اکتبر ۲۰۰۲    |
| ۱۴۲۵۶۵ | 2002 TN75   | ۱ اکتبر ۲۰۰۲    |
| ۱۴۲۵۶۶ | 2002 TH77   | ۱ اکتبر ۲۰۰۲    |
| ۱۴۲۵۶۷ | 2002 TQ78   | ۱ اکتبر ۲۰۰۲    |
| ۱۴۲۵۶۸ | 2002 TV78   | ۱ اکتبر ۲۰۰۲    |
| ۱۴۲۵۶۹ | 2002 TA79   | ۱ اکتبر ۲۰۰۲    |
| ۱۴۲۵۷۰ | 2002 TG79   | ۱ اکتبر ۲۰۰۲    |
| ۱۴۲۵۷۱ | 2002 TA80   | ۱ اکتبر ۲۰۰۲    |
| ۱۴۲۵۷۲ | 2002 TG81   | ۱ اکتبر ۲۰۰۲    |
| ۱۴۲۵۷۳ | 2002 TC82   | ۱ اکتبر ۲۰۰۲    |
| ۱۴۲۵۷۴ | 2002 TS82   | ۲ اکتبر ۲۰۰۲    |
| ۱۴۲۵۷۵ | 2002 TP85   | ۲ اکتبر ۲۰۰۲    |
| ۱۴۲۵۷۶ | 2002 TZ85   | ۲ اکتبر ۲۰۰۲    |
| ۱۴۲۵۷۷ | 2002 TC86   | ۲ اکتبر ۲۰۰۲    |
| ۱۴۲۵۷۸ | 2002 TB88   | ۳ اکتبر ۲۰۰۲    |
| ۱۴۲۵۷۹ | 2002 TK88   | ۳ اکتبر ۲۰۰۲    |
| ۱۴۲۵۸۰ | 2002 TM89   | ۳ اکتبر ۲۰۰۲    |
| ۱۴۲۵۸۱ | 2002 TH90   | ۳ اکتبر ۲۰۰۲    |
| ۱۴۲۵۸۲ | 2002 TE95   | ۳ اکتبر ۲۰۰۲    |
| ۱۴۲۵۸۳ | 2002 TE96   | ۳ اکتبر ۲۰۰۲    |
| ۱۴۲۵۸۴ | 2002 TF96   | ۳ اکتبر ۲۰۰۲    |
| ۱۴۲۵۸۵ | 2002 TH96   | ۳ اکتبر ۲۰۰۲    |
| ۱۴۲۵۸۶ | 2002 TL100  | ۴ اکتبر ۲۰۰۲    |
| ۱۴۲۵۸۷ | 2002 TZ101  | ۴ اکتبر ۲۰۰۲    |
| ۱۴۲۵۸۸ | 2002 TD102  | ۴ اکتبر ۲۰۰۲    |
| ۱۴۲۵۸۹ | 2002 TY103  | ۴ اکتبر ۲۰۰۲    |
| ۱۴۲۵۹۰ | 2002 TB105  | ۴ اکتبر ۲۰۰۲    |
| ۱۴۲۵۹۱ | 2002 TG108  | ۱ اکتبر ۲۰۰۲    |
| ۱۴۲۵۹۲ | 2002 TL108  | ۱ اکتبر ۲۰۰۲    |
| ۱۴۲۵۹۳ | 2002 TK109  | ۲ اکتبر ۲۰۰۲    |
| ۱۴۲۵۹۴ | 2002 TZ109  | ۲ اکتبر ۲۰۰۲    |
| ۱۴۲۵۹۵ | 2002 TF111  | ۲ اکتبر ۲۰۰۲    |
| ۱۴۲۵۹۶ | 2002 TG112  | ۳ اکتبر ۲۰۰۲    |
| ۱۴۲۵۹۷ | 2002 TQ112  | ۳ اکتبر ۲۰۰۲    |
| ۱۴۲۵۹۸ | 2002 TY112  | ۳ اکتبر ۲۰۰۲    |
| ۱۴۲۵۹۹ | 2002 TY115  | ۳ اکتبر ۲۰۰۲    |
| ۱۴۲۶۰۰ | 2002 TG116  | ۳ اکتبر ۲۰۰۲    |
| ۱۴۲۶۰۱ | 2002 TF117  | ۳ اکتبر ۲۰۰۲    |
| ۱۴۲۶۰۲ | 2002 TB118  | ۳ اکتبر ۲۰۰۲    |
| ۱۴۲۶۰۳ | 2002 TR124  | ۴ اکتبر ۲۰۰۲    |
| ۱۴۲۶۰۴ | 2002 TJ125  | ۴ اکتبر ۲۰۰۲    |
| ۱۴۲۶۰۵ | 2002 TQ125  | ۴ اکتبر ۲۰۰۲    |
| ۱۴۲۶۰۶ | 2002 TX125  | ۴ اکتبر ۲۰۰۲    |
| ۱۴۲۶۰۷ | 2002 TC126  | ۴ اکتبر ۲۰۰۲    |
| ۱۴۲۶۰۸ | 2002 TE126  | ۴ اکتبر ۲۰۰۲    |
| ۱۴۲۶۰۹ | 2002 TJ131  | ۴ اکتبر ۲۰۰۲    |
| ۱۴۲۶۱۰ | 2002 TU132  | ۴ اکتبر ۲۰۰۲    |
| ۱۴۲۶۱۱ | 2002 TT135  | ۴ اکتبر ۲۰۰۲    |
| ۱۴۲۶۱۲ | 2002 TQ136  | ۴ اکتبر ۲۰۰۲    |
| ۱۴۲۶۱۳ | 2002 TH137  | ۴ اکتبر ۲۰۰۲    |
| ۱۴۲۶۱۴ | 2002 TV138  | ۴ اکتبر ۲۰۰۲    |
| ۱۴۲۶۱۵ | 2002 TW138  | ۴ اکتبر ۲۰۰۲    |
| ۱۴۲۶۱۶ | 2002 TX143  | ۴ اکتبر ۲۰۰۲    |
| ۱۴۲۶۱۷ | 2002 TE146  | ۴ اکتبر ۲۰۰۲    |
| ۱۴۲۶۱۸ | 2002 TF146  | ۴ اکتبر ۲۰۰۲    |
| ۱۴۲۶۱۹ | 2002 TR146  | ۴ اکتبر ۲۰۰۲    |
| ۱۴۲۶۲۰ | 2002 TL154  | ۵ اکتبر ۲۰۰۲    |
| ۱۴۲۶۲۱ | 2002 TU157  | ۵ اکتبر ۲۰۰۲    |
| ۱۴۲۶۲۲ | 2002 TK158  | ۵ اکتبر ۲۰۰۲    |
| ۱۴۲۶۲۳ | 2002 TT160  | ۵ اکتبر ۲۰۰۲    |
| ۱۴۲۶۲۴ | 2002 TU160  | ۵ اکتبر ۲۰۰۲    |
| ۱۴۲۶۲۵ | 2002 TO165  | ۲ اکتبر ۲۰۰۲    |
| ۱۴۲۶۲۶ | 2002 TQ168  | ۳ اکتبر ۲۰۰۲    |
| ۱۴۲۶۲۷ | 2002 TZ169  | ۳ اکتبر ۲۰۰۲    |
| ۱۴۲۶۲۸ | 2002 TL171  | ۳ اکتبر ۲۰۰۲    |
| ۱۴۲۶۲۹ | 2002 TU173  | ۴ اکتبر ۲۰۰۲    |
| ۱۴۲۶۳۰ | 2002 TV175  | ۴ اکتبر ۲۰۰۲    |
| ۱۴۲۶۳۱ | 2002 TX175  | ۴ اکتبر ۲۰۰۲    |
| ۱۴۲۶۳۲ | 2002 TU177  | ۱۱ اکتبر ۲۰۰۲   |
| ۱۴۲۶۳۳ | 2002 TC178  | ۱۱ اکتبر ۲۰۰۲   |
| ۱۴۲۶۳۴ | 2002 TL179  | ۱۳ اکتبر ۲۰۰۲   |
| ۱۴۲۶۳۵ | 2002 TY179  | ۱۴ اکتبر ۲۰۰۲   |
| ۱۴۲۶۳۶ | 2002 TS181  | ۳ اکتبر ۲۰۰۲    |
| ۱۴۲۶۳۷ | 2002 TL183  | ۴ اکتبر ۲۰۰۲    |
| ۱۴۲۶۳۸ | 2002 TN184  | ۴ اکتبر ۲۰۰۲    |
| ۱۴۲۶۳۹ | 2002 TO186  | ۴ اکتبر ۲۰۰۲    |
| ۱۴۲۶۴۰ | 2002 TK187  | ۴ اکتبر ۲۰۰۲    |
| ۱۴۲۶۴۱ | 2002 TU187  | ۴ اکتبر ۲۰۰۲    |
| ۱۴۲۶۴۲ | 2002 TX187  | ۴ اکتبر ۲۰۰۲    |
| ۱۴۲۶۴۳ | 2002 TS188  | ۴ اکتبر ۲۰۰۲    |
| ۱۴۲۶۴۴ | 2002 TT188  | ۴ اکتبر ۲۰۰۲    |
| ۱۴۲۶۴۵ | 2002 TX188  | ۴ اکتبر ۲۰۰۲    |
| ۱۴۲۶۴۶ | 2002 TG190  | ۱۴ اکتبر ۲۰۰۲   |
| ۱۴۲۶۴۷ | 2002 TH190  | ۱۴ اکتبر ۲۰۰۲   |
| ۱۴۲۶۴۸ | 2002 TC191  | ۱ اکتبر ۲۰۰۲    |
| ۱۴۲۶۴۹ | 2002 TA192  | ۵ اکتبر ۲۰۰۲    |
| ۱۴۲۶۵۰ | 2002 TH192  | ۵ اکتبر ۲۰۰۲    |
| ۱۴۲۶۵۱ | 2002 TR192  | ۵ اکتبر ۲۰۰۲    |
| ۱۴۲۶۵۲ | 2002 TY196  | ۴ اکتبر ۲۰۰۲    |
| ۱۴۲۶۵۳ | 2002 TM197  | ۴ اکتبر ۲۰۰۲    |
| ۱۴۲۶۵۴ | 2002 TP200  | ۴ اکتبر ۲۰۰۲    |
| ۱۴۲۶۵۵ | 2002 TB203  | ۴ اکتبر ۲۰۰۲    |
| ۱۴۲۶۵۶ | 2002 TF203  | ۴ اکتبر ۲۰۰۲    |
| ۱۴۲۶۵۷ | 2002 TJ203  | ۴ اکتبر ۲۰۰۲    |
| ۱۴۲۶۵۸ | 2002 TY203  | ۴ اکتبر ۲۰۰۲    |
| ۱۴۲۶۵۹ | 2002 TH206  | ۴ اکتبر ۲۰۰۲    |
| ۱۴۲۶۶۰ | 2002 TC207  | ۴ اکتبر ۲۰۰۲    |
| ۱۴۲۶۶۱ | 2002 TU207  | ۴ اکتبر ۲۰۰۲    |
| ۱۴۲۶۶۲ | 2002 TN208  | ۴ اکتبر ۲۰۰۲    |
| ۱۴۲۶۶۳ | 2002 TD209  | ۶ اکتبر ۲۰۰۲    |
| ۱۴۲۶۶۴ | 2002 TK210  | ۷ اکتبر ۲۰۰۲    |
| ۱۴۲۶۶۵ | 2002 TK212  | ۷ اکتبر ۲۰۰۲    |
| ۱۴۲۶۶۶ | 2002 TR213  | ۳ اکتبر ۲۰۰۲    |
| ۱۴۲۶۶۷ | 2002 TB214  | ۳ اکتبر ۲۰۰۲    |
| ۱۴۲۶۶۸ | 2002 TG214  | ۴ اکتبر ۲۰۰۲    |
| ۱۴۲۶۶۹ | 2002 TU218  | ۵ اکتبر ۲۰۰۲    |
| ۱۴۲۶۷۰ | 2002 TN219  | ۵ اکتبر ۲۰۰۲    |
| ۱۴۲۶۷۱ | 2002 TV219  | ۵ اکتبر ۲۰۰۲    |
| ۱۴۲۶۷۲ | 2002 TW219  | ۵ اکتبر ۲۰۰۲    |
| ۱۴۲۶۷۳ | 2002 TY219  | ۵ اکتبر ۲۰۰۲    |
| ۱۴۲۶۷۴ | 2002 TB221  | ۶ اکتبر ۲۰۰۲    |
| ۱۴۲۶۷۵ | 2002 TN222  | ۷ اکتبر ۲۰۰۲    |
| ۱۴۲۶۷۶ | 2002 TU223  | ۷ اکتبر ۲۰۰۲    |
| ۱۴۲۶۷۷ | 2002 TA224  | ۸ اکتبر ۲۰۰۲    |
| ۱۴۲۶۷۸ | 2002 TC224  | ۸ اکتبر ۲۰۰۲    |
| ۱۴۲۶۷۹ | 2002 TT225  | ۸ اکتبر ۲۰۰۲    |
| ۱۴۲۶۸۰ | 2002 TF227  | ۸ اکتبر ۲۰۰۲    |
| ۱۴۲۶۸۱ | 2002 TM228  | ۷ اکتبر ۲۰۰۲    |
| ۱۴۲۶۸۲ | 2002 TR228  | ۷ اکتبر ۲۰۰۲    |
| ۱۴۲۶۸۳ | 2002 TC232  | ۶ اکتبر ۲۰۰۲    |
| ۱۴۲۶۸۴ | 2002 TN232  | ۶ اکتبر ۲۰۰۲    |
| ۱۴۲۶۸۵ | 2002 TL233  | ۶ اکتبر ۲۰۰۲    |
| ۱۴۲۶۸۶ | 2002 TJ235  | ۶ اکتبر ۲۰۰۲    |
| ۱۴۲۶۸۷ | 2002 TX235  | ۶ اکتبر ۲۰۰۲    |
| ۱۴۲۶۸۸ | 2002 TU238  | ۷ اکتبر ۲۰۰۲    |
| ۱۴۲۶۸۹ | 2002 TL240  | ۹ اکتبر ۲۰۰۲    |
| ۱۴۲۶۹۰ | 2002 TR241  | ۷ اکتبر ۲۰۰۲    |
| ۱۴۲۶۹۱ | 2002 TT241  | ۷ اکتبر ۲۰۰۲    |
| ۱۴۲۶۹۲ | 2002 TY242  | ۹ اکتبر ۲۰۰۲    |
| ۱۴۲۶۹۳ | 2002 TZ242  | ۹ اکتبر ۲۰۰۲    |
| ۱۴۲۶۹۴ | 2002 TW243  | ۹ اکتبر ۲۰۰۲    |
| ۱۴۲۶۹۵ | 2002 TU245  | ۹ اکتبر ۲۰۰۲    |
| ۱۴۲۶۹۶ | 2002 TM246  | ۹ اکتبر ۲۰۰۲    |
| ۱۴۲۶۹۷ | 2002 TT246  | ۹ اکتبر ۲۰۰۲    |
| ۱۴۲۶۹۸ | 2002 TO248  | ۷ اکتبر ۲۰۰۲    |
| ۱۴۲۶۹۹ | 2002 TU251  | ۸ اکتبر ۲۰۰۲    |
| ۱۴۲۷۰۰ | 2002 TK254  | ۹ اکتبر ۲۰۰۲    |
| ۱۴۲۷۰۱ | 2002 TL254  | ۹ اکتبر ۲۰۰۲    |
| ۱۴۲۷۰۲ | 2002 TY254  | ۹ اکتبر ۲۰۰۲    |
| ۱۴۲۷۰۳ | 2002 TJ256  | ۹ اکتبر ۲۰۰۲    |
| ۱۴۲۷۰۴ | 2002 TM256  | ۹ اکتبر ۲۰۰۲    |
| ۱۴۲۷۰۵ | 2002 TE257  | ۹ اکتبر ۲۰۰۲    |
| ۱۴۲۷۰۶ | 2002 TB258  | ۹ اکتبر ۲۰۰۲    |
| ۱۴۲۷۰۷ | 2002 TV259  | ۹ اکتبر ۲۰۰۲    |
| ۱۴۲۷۰۸ | 2002 TH260  | ۹ اکتبر ۲۰۰۲    |
| ۱۴۲۷۰۹ | 2002 TS260  | ۹ اکتبر ۲۰۰۲    |
| ۱۴۲۷۱۰ | 2002 TO261  | ۹ اکتبر ۲۰۰۲    |
| ۱۴۲۷۱۱ | 2002 TE263  | ۱۰ اکتبر ۲۰۰۲   |
| ۱۴۲۷۱۲ | 2002 TQ264  | ۱۰ اکتبر ۲۰۰۲   |
| ۱۴۲۷۱۳ | 2002 TW264  | ۱۰ اکتبر ۲۰۰۲   |
| ۱۴۲۷۱۴ | 2002 TQ265  | ۱۰ اکتبر ۲۰۰۲   |
| ۱۴۲۷۱۵ | 2002 TJ266  | ۱۰ اکتبر ۲۰۰۲   |
| ۱۴۲۷۱۶ | 2002 TU266  | ۱۰ اکتبر ۲۰۰۲   |
| ۱۴۲۷۱۷ | 2002 TC270  | ۹ اکتبر ۲۰۰۲    |
| ۱۴۲۷۱۸ | 2002 TF275  | ۹ اکتبر ۲۰۰۲    |
| ۱۴۲۷۱۹ | 2002 TZ276  | ۹ اکتبر ۲۰۰۲    |
| ۱۴۲۷۲۰ | 2002 TJ277  | ۱۰ اکتبر ۲۰۰۲   |
| ۱۴۲۷۲۱ | 2002 TJ279  | ۱۰ اکتبر ۲۰۰۲   |
| ۱۴۲۷۲۲ | 2002 TO279  | ۱۰ اکتبر ۲۰۰۲   |
| ۱۴۲۷۲۳ | 2002 TW279  | ۱۰ اکتبر ۲۰۰۲   |
| ۱۴۲۷۲۴ | 2002 TY279  | ۱۰ اکتبر ۲۰۰۲   |
| ۱۴۲۷۲۵ | 2002 TC281  | ۱۰ اکتبر ۲۰۰۲   |
| ۱۴۲۷۲۶ | 2002 TH281  | ۱۰ اکتبر ۲۰۰۲   |
| ۱۴۲۷۲۷ | 2002 TN283  | ۱۰ اکتبر ۲۰۰۲   |
| ۱۴۲۷۲۸ | 2002 TQ283  | ۱۰ اکتبر ۲۰۰۲   |
| ۱۴۲۷۲۹ | 2002 TD284  | ۱۰ اکتبر ۲۰۰۲   |
| ۱۴۲۷۳۰ | 2002 TN284  | ۱۰ اکتبر ۲۰۰۲   |
| ۱۴۲۷۳۱ | 2002 TA285  | ۱۰ اکتبر ۲۰۰۲   |
| ۱۴۲۷۳۲ | 2002 TZ285  | ۱۰ اکتبر ۲۰۰۲   |
| ۱۴۲۷۳۳ | 2002 TO286  | ۱۰ اکتبر ۲۰۰۲   |
| ۱۴۲۷۳۴ | 2002 TS286  | ۱۰ اکتبر ۲۰۰۲   |
| ۱۴۲۷۳۵ | 2002 TV286  | ۱۰ اکتبر ۲۰۰۲   |
| ۱۴۲۷۳۶ | 2002 TJ289  | ۱۰ اکتبر ۲۰۰۲   |
| ۱۴۲۷۳۷ | 2002 TB290  | ۱۰ اکتبر ۲۰۰۲   |
| ۱۴۲۷۳۸ | 2002 TD290  | ۱۰ اکتبر ۲۰۰۲   |
| ۱۴۲۷۳۹ | 2002 TK290  | ۱۰ اکتبر ۲۰۰۲   |
| ۱۴۲۷۴۰ | 2002 TC291  | ۱۰ اکتبر ۲۰۰۲   |
| ۱۴۲۷۴۱ | 2002 TE291  | ۱۰ اکتبر ۲۰۰۲   |
| ۱۴۲۷۴۲ | 2002 TZ291  | ۱۰ اکتبر ۲۰۰۲   |
| ۱۴۲۷۴۳ | 2002 TD292  | ۱۰ اکتبر ۲۰۰۲   |
| ۱۴۲۷۴۴ | 2002 TL293  | ۱۰ اکتبر ۲۰۰۲   |
| ۱۴۲۷۴۵ | 2002 TQ293  | ۱۰ اکتبر ۲۰۰۲   |
| ۱۴۲۷۴۶ | 2002 TS294  | ۱۲ اکتبر ۲۰۰۲   |
| ۱۴۲۷۴۷ | 2002 TJ295  | ۱۳ اکتبر ۲۰۰۲   |
| ۱۴۲۷۴۸ | 2002 TW295  | ۱۳ اکتبر ۲۰۰۲   |
| ۱۴۲۷۴۹ | 2002 TS296  | ۱۱ اکتبر ۲۰۰۲   |
| ۱۴۲۷۵۰ | 2002 TZ297  | ۱۲ اکتبر ۲۰۰۲   |
| ۱۴۲۷۵۱ | 2002 TG300  | ۱۵ اکتبر ۲۰۰۲   |
| ۱۴۲۷۵۲ | 2002 TD312  | ۴ اکتبر ۲۰۰۲    |
| ۱۴۲۷۵۳ | 2002 TG316  | ۴ اکتبر ۲۰۰۲    |
| ۱۴۲۷۵۴ | 2002 TR317  | ۵ اکتبر ۲۰۰۲    |
| ۱۴۲۷۵۵ | 2002 TA318  | ۵ اکتبر ۲۰۰۲    |
| ۱۴۲۷۵۶ | 2002 TF319  | ۵ اکتبر ۲۰۰۲    |
| ۱۴۲۷۵۷ | 2002 TS335  | ۵ اکتبر ۲۰۰۲    |
| ۱۴۲۷۵۸ | 2002 TH358  | ۱۰ اکتبر ۲۰۰۲   |
| ۱۴۲۷۵۹ | 2002 TQ358  | ۱۰ اکتبر ۲۰۰۲   |
| ۱۴۲۷۶۰ | 2002 TN361  | ۱۰ اکتبر ۲۰۰۲   |
| ۱۴۲۷۶۱ | 2002 UU2    | ۲۸ اکتبر ۲۰۰۲   |
| ۱۴۲۷۶۲ | 2002 UF3    | ۲۸ اکتبر ۲۰۰۲   |
| ۱۴۲۷۶۳ | 2002 UU3    | ۲۹ اکتبر ۲۰۰۲   |
| ۱۴۲۷۶۴ | 2002 UV4    | ۲۹ اکتبر ۲۰۰۲   |
| ۱۴۲۷۶۵ | 2002 UX4    | ۲۹ اکتبر ۲۰۰۲   |
| ۱۴۲۷۶۶ | 2002 UA5    | ۲۶ اکتبر ۲۰۰۲   |
| ۱۴۲۷۶۷ | 2002 UU5    | ۲۸ اکتبر ۲۰۰۲   |
| ۱۴۲۷۶۸ | 2002 UA6    | ۲۸ اکتبر ۲۰۰۲   |
| ۱۴۲۷۶۹ | 2002 UB6    | ۲۸ اکتبر ۲۰۰۲   |
| ۱۴۲۷۷۰ | 2002 UM6    | ۲۸ اکتبر ۲۰۰۲   |
| ۱۴۲۷۷۱ | 2002 UQ6    | ۲۸ اکتبر ۲۰۰۲   |
| ۱۴۲۷۷۲ | 2002 UU7    | ۲۸ اکتبر ۲۰۰۲   |
| ۱۴۲۷۷۳ | 2002 UZ7    | ۲۸ اکتبر ۲۰۰۲   |
| ۱۴۲۷۷۴ | 2002 UD8    | ۲۸ اکتبر ۲۰۰۲   |
| ۱۴۲۷۷۵ | 2002 UP8    | ۲۸ اکتبر ۲۰۰۲   |
| ۱۴۲۷۷۶ | 2002 UQ8    | ۲۸ اکتبر ۲۰۰۲   |
| ۱۴۲۷۷۷ | 2002 UX8    | ۲۸ اکتبر ۲۰۰۲   |
| ۱۴۲۷۷۸ | 2002 UJ9    | ۲۸ اکتبر ۲۰۰۲   |
| ۱۴۲۷۷۹ | 2002 UQ9    | ۲۸ اکتبر ۲۰۰۲   |
| ۱۴۲۷۸۰ | 2002 UN10   | ۲۸ اکتبر ۲۰۰۲   |
| ۱۴۲۷۸۱ | 2002 UM11   | ۳۰ اکتبر ۲۰۰۲   |
| ۱۴۲۷۸۲ | 2002 UK12   | ۲۹ اکتبر ۲۰۰۲   |
| ۱۴۲۷۸۳ | 2002 UQ13   | ۲۸ اکتبر ۲۰۰۲   |
| ۱۴۲۷۸۴ | 2002 UZ13   | ۲۹ اکتبر ۲۰۰۲   |
| ۱۴۲۷۸۵ | 2002 UG14   | ۲۹ اکتبر ۲۰۰۲   |
| ۱۴۲۷۸۶ | 2002 UB15   | ۳۰ اکتبر ۲۰۰۲   |
| ۱۴۲۷۸۷ | 2002 UD15   | ۳۰ اکتبر ۲۰۰۲   |
| ۱۴۲۷۸۸ | 2002 UD16   | ۳۰ اکتبر ۲۰۰۲   |
| ۱۴۲۷۸۹ | 2002 UM16   | ۳۰ اکتبر ۲۰۰۲   |
| ۱۴۲۷۹۰ | 2002 UX16   | ۳۰ اکتبر ۲۰۰۲   |
| ۱۴۲۷۹۱ | 2002 UQ19   | ۳۰ اکتبر ۲۰۰۲   |
| ۱۴۲۷۹۲ | 2002 UR19   | ۳۰ اکتبر ۲۰۰۲   |
| ۱۴۲۷۹۳ | 2002 UW19   | ۳۰ اکتبر ۲۰۰۲   |
| ۱۴۲۷۹۴ | 2002 UZ19   | ۲۸ اکتبر ۲۰۰۲   |
| ۱۴۲۷۹۵ | 2002 UG20   | ۲۸ اکتبر ۲۰۰۲   |
| ۱۴۲۷۹۶ | 2002 UH20   | ۲۸ اکتبر ۲۰۰۲   |
| ۱۴۲۷۹۷ | 2002 UP20   | ۲۸ اکتبر ۲۰۰۲   |
| ۱۴۲۷۹۸ | 2002 UT20   | ۲۸ اکتبر ۲۰۰۲   |
| ۱۴۲۷۹۹ | 2002 UA23   | ۳۰ اکتبر ۲۰۰۲   |
| ۱۴۲۸۰۰ | 2002 UT23   | ۲۸ اکتبر ۲۰۰۲   |
| ۱۴۲۸۰۱ | 2002 US26   | ۳۱ اکتبر ۲۰۰۲   |
| ۱۴۲۸۰۲ | 2002 UG27   | ۳۱ اکتبر ۲۰۰۲   |
| ۱۴۲۸۰۳ | 2002 UM27   | ۳۱ اکتبر ۲۰۰۲   |
| ۱۴۲۸۰۴ | 2002 UT27   | ۳۱ اکتبر ۲۰۰۲   |
| ۱۴۲۸۰۵ | 2002 UT28   | ۳۱ اکتبر ۲۰۰۲   |
| ۱۴۲۸۰۶ | 2002 UJ29   | ۳۱ اکتبر ۲۰۰۲   |
| ۱۴۲۸۰۷ | 2002 UN31   | ۳۰ اکتبر ۲۰۰۲   |
| ۱۴۲۸۰۸ | 2002 UQ33   | ۳۱ اکتبر ۲۰۰۲   |
| ۱۴۲۸۰۹ | 2002 US34   | ۳۱ اکتبر ۲۰۰۲   |
| ۱۴۲۸۱۰ | 2002 UB36   | ۳۱ اکتبر ۲۰۰۲   |
| ۱۴۲۸۱۱ | 2002 UX36   | ۳۱ اکتبر ۲۰۰۲   |
| ۱۴۲۸۱۲ | 2002 UL37   | ۳۱ اکتبر ۲۰۰۲   |
| ۱۴۲۸۱۳ | 2002 UP38   | ۳۱ اکتبر ۲۰۰۲   |
| ۱۴۲۸۱۴ | 2002 UR38   | ۳۱ اکتبر ۲۰۰۲   |
| ۱۴۲۸۱۵ | 2002 US39   | ۳۱ اکتبر ۲۰۰۲   |
| ۱۴۲۸۱۶ | 2002 UQ40   | ۳۱ اکتبر ۲۰۰۲   |
| ۱۴۲۸۱۷ | 2002 UV45   | ۳۱ اکتبر ۲۰۰۲   |
| ۱۴۲۸۱۸ | 2002 UT46   | ۳۱ اکتبر ۲۰۰۲   |
| ۱۴۲۸۱۹ | 2002 UX46   | ۳۱ اکتبر ۲۰۰۲   |
| ۱۴۲۸۲۰ | 2002 UU49   | ۳۱ اکتبر ۲۰۰۲   |
| ۱۴۲۸۲۱ | 2002 UB50   | ۳۱ اکتبر ۲۰۰۲   |
| ۱۴۲۸۲۲ | 2002 US65   | ۳۰ اکتبر ۲۰۰۲   |
| ۱۴۲۸۲۳ | 2002 VY3    | ۱ نوامبر ۲۰۰۲   |
| ۱۴۲۸۲۴ | 2002 VE6    | ۲ نوامبر ۲۰۰۲   |
| ۱۴۲۸۲۵ | 2002 VV6    | ۱ نوامبر ۲۰۰۲   |
| ۱۴۲۸۲۶ | 2002 VF9    | ۱ نوامبر ۲۰۰۲   |
| ۱۴۲۸۲۷ | 2002 VK10   | ۱ نوامبر ۲۰۰۲   |
| ۱۴۲۸۲۸ | 2002 VW10   | ۱ نوامبر ۲۰۰۲   |
| ۱۴۲۸۲۹ | 2002 VZ10   | ۱ نوامبر ۲۰۰۲   |
| ۱۴۲۸۳۰ | 2002 VG11   | ۱ نوامبر ۲۰۰۲   |
| ۱۴۲۸۳۱ | 2002 VT11   | ۱ نوامبر ۲۰۰۲   |
| ۱۴۲۸۳۲ | 2002 VZ11   | ۱ نوامبر ۲۰۰۲   |
| ۱۴۲۸۳۳ | 2002 VC12   | ۲ نوامبر ۲۰۰۲   |
| ۱۴۲۸۳۴ | 2002 VD12   | ۲ نوامبر ۲۰۰۲   |
| ۱۴۲۸۳۵ | 2002 VK12   | ۴ نوامبر ۲۰۰۲   |
| ۱۴۲۸۳۶ | 2002 VN12   | ۴ نوامبر ۲۰۰۲   |
| ۱۴۲۸۳۷ | 2002 VH13   | ۴ نوامبر ۲۰۰۲   |
| ۱۴۲۸۳۸ | 2002 VZ15   | ۴ نوامبر ۲۰۰۲   |
| ۱۴۲۸۳۹ | 2002 VQ16   | ۵ نوامبر ۲۰۰۲   |
| ۱۴۲۸۴۰ | 2002 VV16   | ۵ نوامبر ۲۰۰۲   |
| ۱۴۲۸۴۱ | 2002 VY17   | ۲ نوامبر ۲۰۰۲   |
| ۱۴۲۸۴۲ | 2002 VG18   | ۲ نوامبر ۲۰۰۲   |
| ۱۴۲۸۴۳ | 2002 VW18   | ۴ نوامبر ۲۰۰۲   |
| ۱۴۲۸۴۴ | 2002 VQ21   | ۵ نوامبر ۲۰۰۲   |
| ۱۴۲۸۴۵ | 2002 VZ21   | ۵ نوامبر ۲۰۰۲   |
| ۱۴۲۸۴۶ | 2002 VD22   | ۵ نوامبر ۲۰۰۲   |
| ۱۴۲۸۴۷ | 2002 VB23   | ۵ نوامبر ۲۰۰۲   |
| ۱۴۲۸۴۸ | 2002 VD23   | ۵ نوامبر ۲۰۰۲   |
| ۱۴۲۸۴۹ | 2002 VF23   | ۵ نوامبر ۲۰۰۲   |
| ۱۴۲۸۵۰ | 2002 VX23   | ۵ نوامبر ۲۰۰۲   |
| ۱۴۲۸۵۱ | 2002 VE24   | ۵ نوامبر ۲۰۰۲   |
| ۱۴۲۸۵۲ | 2002 VM24   | ۵ نوامبر ۲۰۰۲   |
| ۱۴۲۸۵۳ | 2002 VS24   | ۵ نوامبر ۲۰۰۲   |
| ۱۴۲۸۵۴ | 2002 VA25   | ۵ نوامبر ۲۰۰۲   |
| ۱۴۲۸۵۵ | 2002 VC26   | ۵ نوامبر ۲۰۰۲   |
| ۱۴۲۸۵۶ | 2002 VS26   | ۵ نوامبر ۲۰۰۲   |
| ۱۴۲۸۵۷ | 2002 VF27   | ۵ نوامبر ۲۰۰۲   |
| ۱۴۲۸۵۸ | 2002 VV27   | ۵ نوامبر ۲۰۰۲   |
| ۱۴۲۸۵۹ | 2002 VB28   | ۵ نوامبر ۲۰۰۲   |
| ۱۴۲۸۶۰ | 2002 VJ28   | ۵ نوامبر ۲۰۰۲   |
| ۱۴۲۸۶۱ | 2002 VU28   | ۵ نوامبر ۲۰۰۲   |
| ۱۴۲۸۶۲ | 2002 VW28   | ۵ نوامبر ۲۰۰۲   |
| ۱۴۲۸۶۳ | 2002 VC29   | ۵ نوامبر ۲۰۰۲   |
| ۱۴۲۸۶۴ | 2002 VR29   | ۵ نوامبر ۲۰۰۲   |
| ۱۴۲۸۶۵ | 2002 VY29   | ۵ نوامبر ۲۰۰۲   |
| ۱۴۲۸۶۶ | 2002 VV30   | ۵ نوامبر ۲۰۰۲   |
| ۱۴۲۸۶۷ | 2002 VW31   | ۵ نوامبر ۲۰۰۲   |
| ۱۴۲۸۶۸ | 2002 VB32   | ۵ نوامبر ۲۰۰۲   |
| ۱۴۲۸۶۹ | 2002 VG32   | ۵ نوامبر ۲۰۰۲   |
| ۱۴۲۸۷۰ | 2002 VQ32   | ۵ نوامبر ۲۰۰۲   |
| ۱۴۲۸۷۱ | 2002 VL33   | ۵ نوامبر ۲۰۰۲   |
| ۱۴۲۸۷۲ | 2002 VZ33   | ۵ نوامبر ۲۰۰۲   |
| ۱۴۲۸۷۳ | 2002 VJ34   | ۵ نوامبر ۲۰۰۲   |
| ۱۴۲۸۷۴ | 2002 VU34   | ۵ نوامبر ۲۰۰۲   |
| ۱۴۲۸۷۵ | 2002 VW34   | ۵ نوامبر ۲۰۰۲   |
| ۱۴۲۸۷۶ | 2002 VO35   | ۵ نوامبر ۲۰۰۲   |
| ۱۴۲۸۷۷ | 2002 VH36   | ۵ نوامبر ۲۰۰۲   |
| ۱۴۲۸۷۸ | 2002 VQ37   | ۴ نوامبر ۲۰۰۲   |
| ۱۴۲۸۷۹ | 2002 VX38   | ۵ نوامبر ۲۰۰۲   |
| ۱۴۲۸۸۰ | 2002 VS39   | ۵ نوامبر ۲۰۰۲   |
| ۱۴۲۸۸۱ | 2002 VH40   | ۵ نوامبر ۲۰۰۲   |
| ۱۴۲۸۸۲ | 2002 VB41   | ۲ نوامبر ۲۰۰۲   |
| ۱۴۲۸۸۳ | 2002 VQ41   | ۵ نوامبر ۲۰۰۲   |
| ۱۴۲۸۸۴ | 2002 VC42   | ۵ نوامبر ۲۰۰۲   |
| ۱۴۲۸۸۵ | 2002 VT42   | ۳ نوامبر ۲۰۰۲   |
| ۱۴۲۸۸۶ | 2002 VG43   | ۴ نوامبر ۲۰۰۲   |
| ۱۴۲۸۸۷ | 2002 VH43   | ۴ نوامبر ۲۰۰۲   |
| ۱۴۲۸۸۸ | 2002 VO43   | ۴ نوامبر ۲۰۰۲   |
| ۱۴۲۸۸۹ | 2002 VC45   | ۵ نوامبر ۲۰۰۲   |
| ۱۴۲۸۹۰ | 2002 VK45   | ۵ نوامبر ۲۰۰۲   |
| ۱۴۲۸۹۱ | 2002 VT45   | ۵ نوامبر ۲۰۰۲   |
| ۱۴۲۸۹۲ | 2002 VZ45   | ۵ نوامبر ۲۰۰۲   |
| ۱۴۲۸۹۳ | 2002 VA46   | ۵ نوامبر ۲۰۰۲   |
| ۱۴۲۸۹۴ | 2002 VN46   | ۵ نوامبر ۲۰۰۲   |
| ۱۴۲۸۹۵ | 2002 VQ46   | ۵ نوامبر ۲۰۰۲   |
| ۱۴۲۸۹۶ | 2002 VG47   | ۵ نوامبر ۲۰۰۲   |
| ۱۴۲۸۹۷ | 2002 VT47   | ۵ نوامبر ۲۰۰۲   |
| ۱۴۲۸۹۸ | 2002 VV47   | ۵ نوامبر ۲۰۰۲   |
| ۱۴۲۸۹۹ | 2002 VA48   | ۵ نوامبر ۲۰۰۲   |
| ۱۴۲۹۰۰ | 2002 VR48   | ۵ نوامبر ۲۰۰۲   |
| ۱۴۲۹۰۱ | 2002 VG49   | ۵ نوامبر ۲۰۰۲   |
| ۱۴۲۹۰۲ | 2002 VK49   | ۵ نوامبر ۲۰۰۲   |
| ۱۴۲۹۰۳ | 2002 VY49   | ۵ نوامبر ۲۰۰۲   |
| ۱۴۲۹۰۴ | 2002 VD50   | ۵ نوامبر ۲۰۰۲   |
| ۱۴۲۹۰۵ | 2002 VJ50   | ۵ نوامبر ۲۰۰۲   |
| ۱۴۲۹۰۶ | 2002 VE51   | ۶ نوامبر ۲۰۰۲   |
| ۱۴۲۹۰۷ | 2002 VA52   | ۶ نوامبر ۲۰۰۲   |
| ۱۴۲۹۰۸ | 2002 VC52   | ۶ نوامبر ۲۰۰۲   |
| ۱۴۲۹۰۹ | 2002 VL52   | ۶ نوامبر ۲۰۰۲   |
| ۱۴۲۹۱۰ | 2002 VC53   | ۶ نوامبر ۲۰۰۲   |
| ۱۴۲۹۱۱ | 2002 VJ53   | ۶ نوامبر ۲۰۰۲   |
| ۱۴۲۹۱۲ | 2002 VL54   | ۶ نوامبر ۲۰۰۲   |
| ۱۴۲۹۱۳ | 2002 VN55   | ۶ نوامبر ۲۰۰۲   |
| ۱۴۲۹۱۴ | 2002 VW55   | ۶ نوامبر ۲۰۰۲   |
| ۱۴۲۹۱۵ | 2002 VD56   | ۶ نوامبر ۲۰۰۲   |
| ۱۴۲۹۱۶ | 2002 VH56   | ۶ نوامبر ۲۰۰۲   |
| ۱۴۲۹۱۷ | 2002 VP56   | ۶ نوامبر ۲۰۰۲   |
| ۱۴۲۹۱۸ | 2002 VT56   | ۶ نوامبر ۲۰۰۲   |
| ۱۴۲۹۱۹ | 2002 VA57   | ۶ نوامبر ۲۰۰۲   |
| ۱۴۲۹۲۰ | 2002 VG57   | ۶ نوامبر ۲۰۰۲   |
| ۱۴۲۹۲۱ | 2002 VQ57   | ۶ نوامبر ۲۰۰۲   |
| ۱۴۲۹۲۲ | 2002 VC58   | ۶ نوامبر ۲۰۰۲   |
| ۱۴۲۹۲۳ | 2002 VF58   | ۶ نوامبر ۲۰۰۲   |
| ۱۴۲۹۲۴ | 2002 VR58   | ۶ نوامبر ۲۰۰۲   |
| ۱۴۲۹۲۵ | 2002 VU58   | ۶ نوامبر ۲۰۰۲   |
| ۱۴۲۹۲۶ | 2002 VD60   | ۳ نوامبر ۲۰۰۲   |
| ۱۴۲۹۲۷ | 2002 VF60   | ۳ نوامبر ۲۰۰۲   |
| ۱۴۲۹۲۸ | 2002 VK60   | ۳ نوامبر ۲۰۰۲   |
| ۱۴۲۹۲۹ | 2002 VS61   | ۵ نوامبر ۲۰۰۲   |
| ۱۴۲۹۳۰ | 2002 VR63   | ۶ نوامبر ۲۰۰۲   |
| ۱۴۲۹۳۱ | 2002 VT63   | ۶ نوامبر ۲۰۰۲   |
| ۱۴۲۹۳۲ | 2002 VH64   | ۶ نوامبر ۲۰۰۲   |
| ۱۴۲۹۳۳ | 2002 VR65   | ۷ نوامبر ۲۰۰۲   |
| ۱۴۲۹۳۴ | 2002 VX65   | ۷ نوامبر ۲۰۰۲   |
| ۱۴۲۹۳۵ | 2002 VX66   | ۶ نوامبر ۲۰۰۲   |
| ۱۴۲۹۳۶ | 2002 VZ66   | ۶ نوامبر ۲۰۰۲   |
| ۱۴۲۹۳۷ | 2002 VC68   | ۷ نوامبر ۲۰۰۲   |
| ۱۴۲۹۳۸ | 2002 VN68   | ۷ نوامبر ۲۰۰۲   |
| ۱۴۲۹۳۹ | 2002 VP68   | ۷ نوامبر ۲۰۰۲   |
| ۱۴۲۹۴۰ | 2002 VX68   | ۷ نوامبر ۲۰۰۲   |
| ۱۴۲۹۴۱ | 2002 VC69   | ۸ نوامبر ۲۰۰۲   |
| ۱۴۲۹۴۲ | 2002 VG69   | ۸ نوامبر ۲۰۰۲   |
| ۱۴۲۹۴۳ | 2002 VK69   | ۸ نوامبر ۲۰۰۲   |
| ۱۴۲۹۴۴ | 2002 VT69   | ۷ نوامبر ۲۰۰۲   |
| ۱۴۲۹۴۵ | 2002 VB70   | ۷ نوامبر ۲۰۰۲   |
| ۱۴۲۹۴۶ | 2002 VD70   | ۷ نوامبر ۲۰۰۲   |
| ۱۴۲۹۴۷ | 2002 VK72   | ۷ نوامبر ۲۰۰۲   |
| ۱۴۲۹۴۸ | 2002 VQ72   | ۷ نوامبر ۲۰۰۲   |
| ۱۴۲۹۴۹ | 2002 VB73   | ۷ نوامبر ۲۰۰۲   |
| ۱۴۲۹۵۰ | 2002 VS73   | ۷ نوامبر ۲۰۰۲   |
| ۱۴۲۹۵۱ | 2002 VU73   | ۷ نوامبر ۲۰۰۲   |
| ۱۴۲۹۵۲ | 2002 VF75   | ۷ نوامبر ۲۰۰۲   |
| ۱۴۲۹۵۳ | 2002 VQ75   | ۷ نوامبر ۲۰۰۲   |
| ۱۴۲۹۵۴ | 2002 VD77   | ۷ نوامبر ۲۰۰۲   |
| ۱۴۲۹۵۵ | 2002 VQ77   | ۷ نوامبر ۲۰۰۲   |
| ۱۴۲۹۵۶ | 2002 VT77   | ۷ نوامبر ۲۰۰۲   |
| ۱۴۲۹۵۷ | 2002 VX77   | ۷ نوامبر ۲۰۰۲   |
| ۱۴۲۹۵۸ | 2002 VA78   | ۷ نوامبر ۲۰۰۲   |
| ۱۴۲۹۵۹ | 2002 VP78   | ۷ نوامبر ۲۰۰۲   |
| ۱۴۲۹۶۰ | 2002 VJ79   | ۷ نوامبر ۲۰۰۲   |
| ۱۴۲۹۶۱ | 2002 VQ79   | ۷ نوامبر ۲۰۰۲   |
| ۱۴۲۹۶۲ | 2002 VY79   | ۷ نوامبر ۲۰۰۲   |
| ۱۴۲۹۶۳ | 2002 VH80   | ۷ نوامبر ۲۰۰۲   |
| ۱۴۲۹۶۴ | 2002 VO80   | ۷ نوامبر ۲۰۰۲   |
| ۱۴۲۹۶۵ | 2002 VA81   | ۷ نوامبر ۲۰۰۲   |
| ۱۴۲۹۶۶ | 2002 VE81   | ۷ نوامبر ۲۰۰۲   |
| ۱۴۲۹۶۷ | 2002 VT81   | ۷ نوامبر ۲۰۰۲   |
| ۱۴۲۹۶۸ | 2002 VX81   | ۷ نوامبر ۲۰۰۲   |
| ۱۴۲۹۶۹ | 2002 VF82   | ۷ نوامبر ۲۰۰۲   |
| ۱۴۲۹۷۰ | 2002 VG82   | ۷ نوامبر ۲۰۰۲   |
| ۱۴۲۹۷۱ | 2002 VQ82   | ۷ نوامبر ۲۰۰۲   |
| ۱۴۲۹۷۲ | 2002 VY82   | ۷ نوامبر ۲۰۰۲   |
| ۱۴۲۹۷۳ | 2002 VK83   | ۷ نوامبر ۲۰۰۲   |
| ۱۴۲۹۷۴ | 2002 VO83   | ۷ نوامبر ۲۰۰۲   |
| ۱۴۲۹۷۵ | 2002 VM84   | ۷ نوامبر ۲۰۰۲   |
| ۱۴۲۹۷۶ | 2002 VN84   | ۷ نوامبر ۲۰۰۲   |
| ۱۴۲۹۷۷ | 2002 VT84   | ۷ نوامبر ۲۰۰۲   |
| ۱۴۲۹۷۸ | 2002 VU84   | ۷ نوامبر ۲۰۰۲   |
| ۱۴۲۹۷۹ | 2002 VX84   | ۷ نوامبر ۲۰۰۲   |
| ۱۴۲۹۸۰ | 2002 VZ84   | ۸ نوامبر ۲۰۰۲   |
| ۱۴۲۹۸۱ | 2002 VK85   | ۸ نوامبر ۲۰۰۲   |
| ۱۴۲۹۸۲ | 2002 VD87   | ۸ نوامبر ۲۰۰۲   |
| ۱۴۲۹۸۳ | 2002 VO87   | ۸ نوامبر ۲۰۰۲   |
| ۱۴۲۹۸۴ | 2002 VA88   | ۸ نوامبر ۲۰۰۲   |
| ۱۴۲۹۸۵ | 2002 VF88   | ۱۰ نوامبر ۲۰۰۲  |
| ۱۴۲۹۸۶ | 2002 VP89   | ۱۱ نوامبر ۲۰۰۲  |
| ۱۴۲۹۸۷ | 2002 VZ89   | ۱۱ نوامبر ۲۰۰۲  |
| ۱۴۲۹۸۸ | 2002 VD90   | ۱۱ نوامبر ۲۰۰۲  |
| ۱۴۲۹۸۹ | 2002 VK90   | ۱۱ نوامبر ۲۰۰۲  |
| ۱۴۲۹۹۰ | 2002 VZ92   | ۱۱ نوامبر ۲۰۰۲  |
| ۱۴۲۹۹۱ | 2002 VG93   | ۱۱ نوامبر ۲۰۰۲  |
| ۱۴۲۹۹۲ | 2002 VZ93   | ۱۲ نوامبر ۲۰۰۲  |
| ۱۴۲۹۹۳ | 2002 VA94   | ۱۲ نوامبر ۲۰۰۲  |
| ۱۴۲۹۹۴ | 2002 VB94   | ۱۲ نوامبر ۲۰۰۲  |
| ۱۴۲۹۹۵ | 2002 VL94   | ۱۲ نوامبر ۲۰۰۲  |
| ۱۴۲۹۹۶ | 2002 VZ95   | ۱۱ نوامبر ۲۰۰۲  |
| ۱۴۲۹۹۷ | 2002 VR96   | ۱۱ نوامبر ۲۰۰۲  |
| ۱۴۲۹۹۸ | 2002 VP97   | ۱۲ نوامبر ۲۰۰۲  |
| ۱۴۲۹۹۹ | 2002 VZ98   | ۱۳ نوامبر ۲۰۰۲  |
| ۱۴۳۰۰۰ | 2002 VL101  | ۱۱ نوامبر ۲۰۰۲  |